# Meli Park
Ne doit pas être confondu avec Meli.
Meli Park (prononcez Méli) est un ancien parc d'attractions situé à Adinkerque sur la commune de La Panne, dans la Province de Flandre-Occidentale, en Belgique. Le parc ouvre le 21 avril 1935 sur le thème des abeilles et du monde de l'apiculture. Il est créé par Alberic-Joseph Florizoone, industriel et apiculteur. Après 64 ans d'exploitation, la direction décide de le vendre au Studio 100 en octobre 1999 et le parc est désormais nommé Plopsaland De Panne.
De plus, il y eut deux autres parcs « Meli », l'un à Strombeek-Bever et l'autre sur le plateau de Heysel à la suite de la fermeture du précédent.

## Historique

### Culture du miel
Tout commence en 1925 où Alberic-Joseph Florizoone fonde une petite exploitation de miel nommée « Miel Veurne-Ambacht » et située sur la côte belge, à Adinkerque,,. À cette époque, le miel est un produit plutôt réservé à une classe aisée qui en consomme de temps à autre. Pour pallier ce problème, et ainsi faire découvrir ce produit au plus grand nombre, il parcourt le royaume pour y donner des conférences et présente l'apiculture grâce à une ruche aux parois transparentes. Le père de Florizoone trouve cette entreprise hasardeuse.

« L'apiculture, mon fils, c'est un passe-temps, pas un métier. »

### Meli à Adinkerque
Sous la direction de l'architecte J. Decoussemaeker, débutent au printemps 1934 les travaux pour construire également à Adinkerque un grand immeuble de réception blanc, dans le style Le Corbusier. Il ouvre au public le jour du dimanche de Pâques, le 21 avril 1935. Ce bâtiment désigné sous le nom « Palais des abeilles » comprend une salle de conférence et d'exposition où Alberic-Joseph Florizoone tient des colloques, une cafétéria ainsi qu’une salle de conditionnement qui offre aux visiteurs la possibilité d'admirer la mise en pot du miel de l'entreprise rebaptisée Meli. Le nom de l’exploitation « Meli » est une anagramme du mot « miel », qui signifie également « miel » en grec. À l’extérieur se trouvent des terrasses autour d’un étang, un jardin de récréation pour les enfants et un parking.
Un labyrinthe ouvert en 1938 et un minizoo sont les premiers ajouts autour de l'immeuble. Le minizoo se développera durant toute l’existence du parc. Deux éléments favorisent la bonne santé du site d'amusement. Tout d'abord, la loi sur les congés payés est votée en Belgique le 27 juin 1936. En cette deuxième année d'exploitation, Meli reçoit plus de 60 000 visiteurs. Ensuite, l'après-guerre est synonyme de recherche de loisirs pour la société, et donc une période d'affluence pour Meli. Le minizoo reçoit en 1949 un ours brun, Teddy, une salle de cinéma ouvre au public en 1950 et un minigolf est inauguré l'année suivante. Ce dernier prend place de l'autre côté de la rue De Pannelaan.

### Meli Park

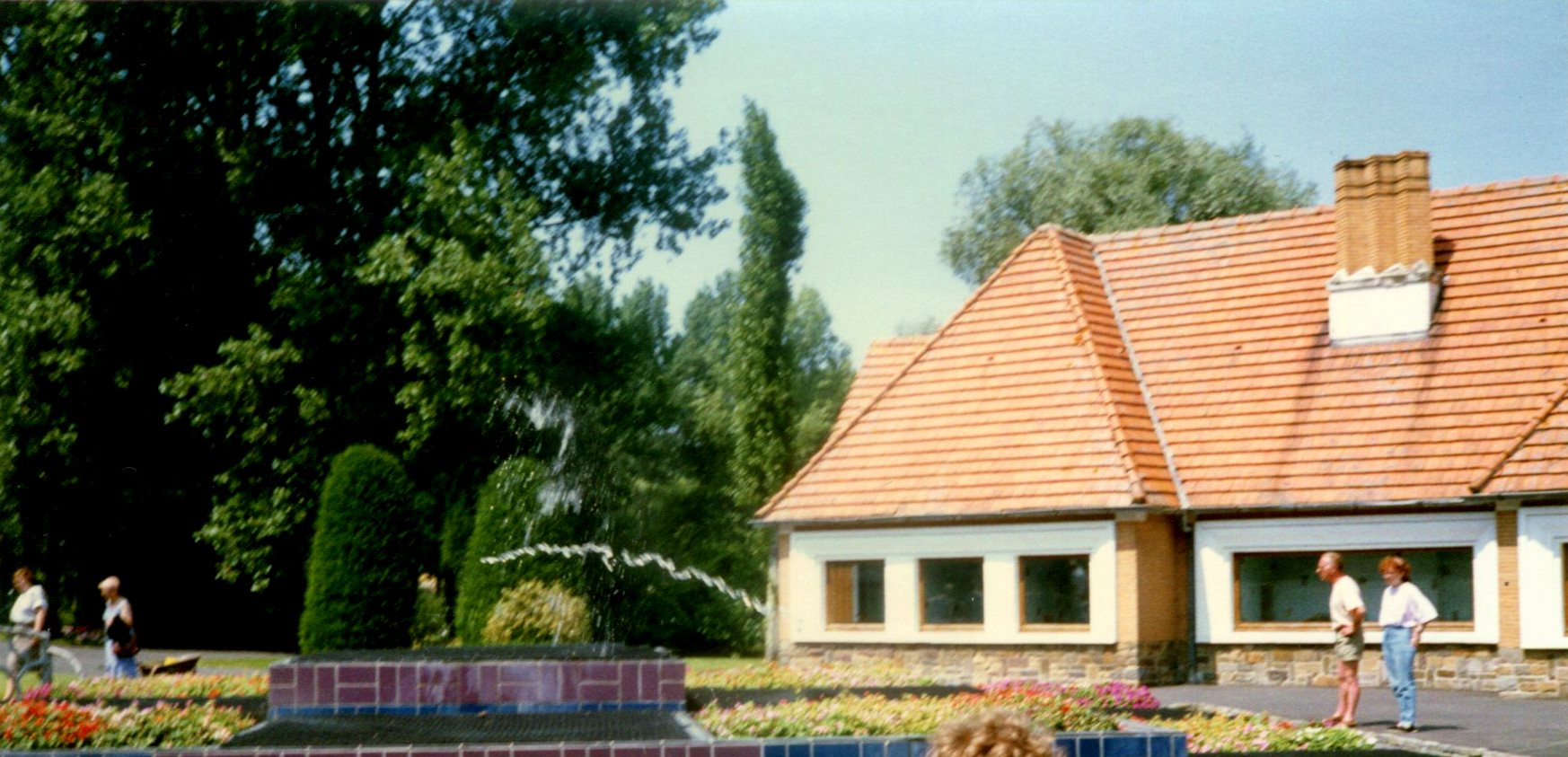
Salle des fêtes.

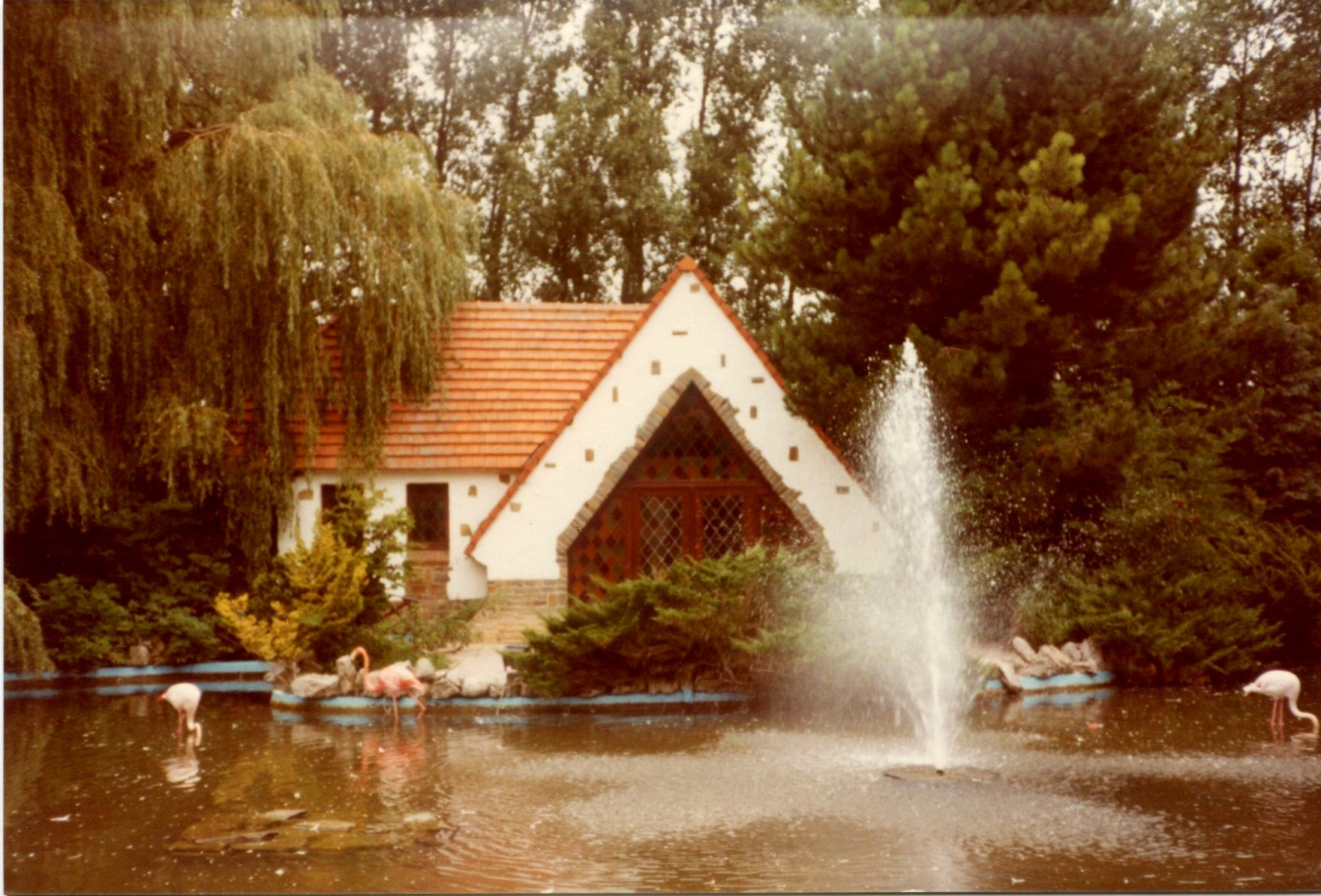
Flamants roses.

C'est en 1952 que l’exploitation se dote de trois salles des fêtes nommées « salons Meli », de jardins à la française et d'un parc ornithologique avec flamants roses, pélicans et perroquets. La terminologie « Meli Park » est employée en cette année. Il s'agit de la véritable naissance du parc de loisirs. À l'image du Bois des Contes ouvert à Efteling deux ans plus tôt, Le Pays des Contes de Fées est inauguré le 22 mai 1954 et devient un des emblèmes les plus importants du parc. Au fil des années, de nouveaux contes y prendront place. La production de miel déménage la même année en région bruxelloise, à Molenbeek-Saint-Jean. Albert Florizoone, le cousin d'Alberic-Joseph, inaugure le parc Bellewaerde à Ypres en juillet 1954.
C’est à partir de cette période que Meli Park devient un véritable symbole touristique au même titre que le Zoo d'Anvers ou les Grottes de Han. De nombreux établissements de Belgique et de France y organisent leur voyage scolaire. Les fontaines dansantes et musicales sont installées en 1957 dans le parc après avoir amusé le peuple berlinois.

### Autres acquisitions
À la suite de la demande croissante du parc d'Adinkerque, Alberic Florizoone achète en 1945 un terrain situé face à la ferme De Dry-Pikkel à Bever (Strombeek-Bever) dans le Brabant Flamand. À la frontière des villages de Grimbergen, Wemmel et Meise, ce deuxième parc baptisé Meli Meise ouvre en 1946,. Il propose aussi un bâtiment principal avec une boutique et une exposition apicole, un parc animalier et de petites attractions. En 1951, le parc est agrandi avec une cafétéria et le premier self-service de Belgique. Le 11 juillet 1954, un petit jardin des contes de fées ainsi qu'un minigolf dénommé meligolf étoffent les activités. Ce dernier est agrémenté de miniatures de monuments belges, tel le Perron de Liège, le barrage de la Gileppe, le Château des comtes de Flandre, Ezelpoort (nl) de Bruges, le Rocher Bayard ou le Manneken-Pis. Meli Meise est fermé en 1957 en raison de la réalisation de l'exposition universelle de 1958. En effet, l'autoroute A12 qui longe la propriété subit des transformations pour cet événement international. Meli recevra son propre pavillon à l'exposition en compensation. Situé à moins d'un kilomètre du Jardin botanique de Meise, l'adresse actuelle du bâtiment principal est Boechoutlaan 246 à Strombeek-Bever.
La jetée de Blankenberge entre dans le giron Meli en 1955. Il est exploité sous le nom Meli Aquarama jusqu'en 1999. Plusieurs animations mineures, dont un palais du rire, y divertissent les promeneurs,.
Le 14 avril 1958, les Florizoone achètent le luxueux domaine de l'Armorial à La Panne. Fondé au début de la décennie 1950, il comprend un salon de thé, des salles de danse, un étang, une plage de sable, un minigolf et des courts de tennis. La faillite est déclarée après quelques années, l'Armorial est alors vendu publiquement en deux lots et les Florizoone se portent acquéreurs. Le gratin local de l'époque se rend dans ce temple de la danse au style architecturale futuriste. Les propriétaires de Meli vendent ce domaine en 1993. Le premier lot est vendu au ministère de l'Environnement qui y installe le centre de visiteurs provincial Duinpanne, longtemps nommé De Nachtegaal. Le deuxième lot devient le Westhoek Tennis Club, également appelé l'Armorial De Panne,.

### Le Heysel

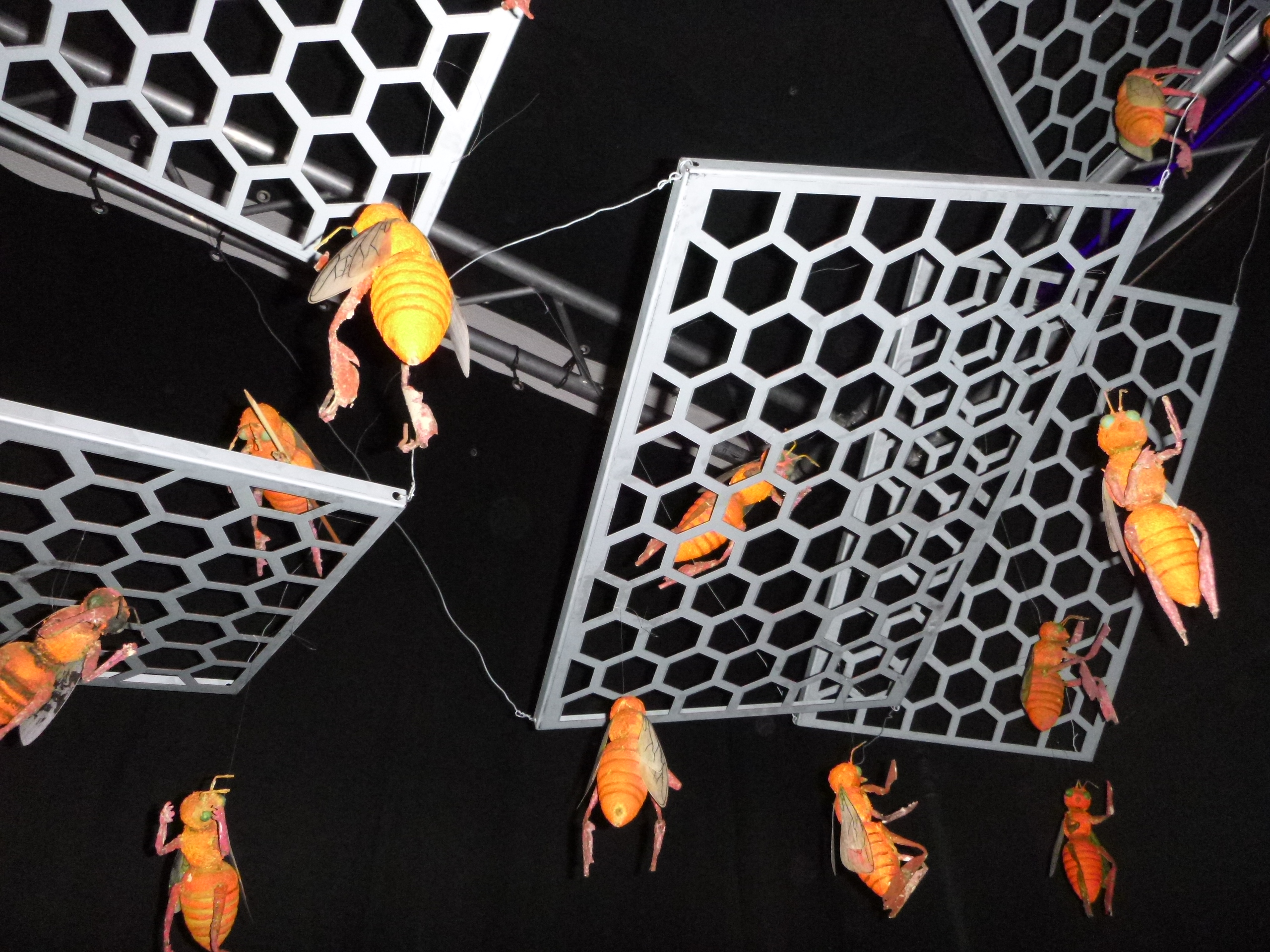
De Wonderbare Bijenkorf.

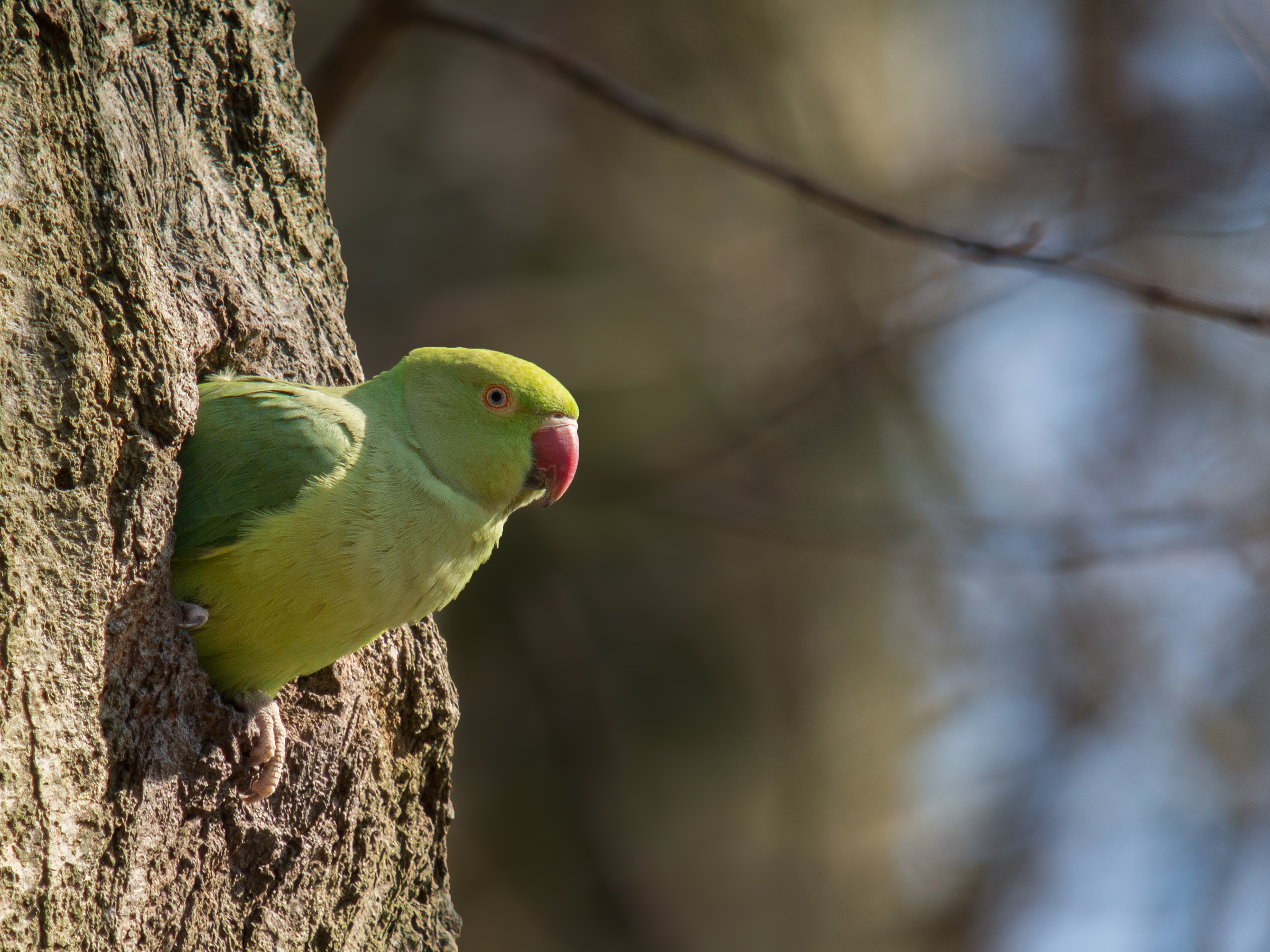
Perruche à collier, parc de Woluwe, 2016.

Pour l'Exposition universelle de 1958 à Bruxelles, Meli réalise un pavillon de 1 200 m2, dont 40 mètres de façades, composé de fontaines dansantes dans l'aile droite, d'un walkthrough sur les abeilles, La Ruche Merveilleuse (De Wonderbare Bijenkorf), dans l'aile gauche ainsi qu'un espace de vente et un hall d'exposition. Le pavillon est situé à l'est du stade du Heysel, à l'actuel place de la salle IMAX du complexe Kinepolis,. Après la fermeture de l'Exposition universelle, Meli reçoit l’autorisation de construire un parc sur « La Belgique Joyeuse », une section de l'Expo 58. Sur une superficie de 4,5 hectares, le parc « Meli Heysel » présente dès 1960 un zoo, divers jardins, des pièces d'eau, une plaine de jeux et un minigolf. Ce dernier est aménagé sur une parcelle de ce qu'était la place Uilenspiegel. Le pavillon circulaire de l'entreprise Martini est transformé en un tea room.
La porte des Archers est maintenue, cette section de La Belgique Joyeuse, ses édifies attenants et son pont pittoresque sont situés à l’extrême ouest du parc. Rebaptisé « Vieille Belgique », ce quartier est habité par des artisans travaillant la dentelle, la poterie, la céramique et la vannerie,. Le pavillon d'Anvers et sa silhouette moderne sont conservés. La Place Ducale se voit dotée d'une volière où s'ébattent des volatiles et devient en outre le domicile de toucans, pingouins et pélicans. À l'arrière de cette place sont installés des chimpanzés. Le zoo de l'Expo 58 est absorbé par Meli Heysel, le promeneur peut y observer volières, otaries et poules. La cascade est une autre relique de l'Expo 58, un enclos avec un lama est construit à sa droite. Des kangourous nains sont également visibles. Les espèces d'oiseaux sont par exemple choucador à oreillons bleus, coq de combat, cygne, euplecte franciscain, touraco, grue et grue couronnée, aras, perruche à oreilles jaunes et cacatoès. Une quarantaine de perruches à collier s’envole du zoo en 1973-1974. Quarante ans plus tard, elles se sont reproduites et leurs nombre est évalué à plus de 8 000 individus.
Plusieurs attractions s'ajoutent à Meli Heysel avec les années : train fantôme Geister höhle, parcours de tacots, carrousel à chevaux, grande roue, plaine de jeux, montagnes russes de Zierer de type Flitzer, chaises volantes, manège de type Calypso, manège d'avions et bateau pirate. En 1987, ce Meli cède la place à Bruparck et à l’actuel complexe cinématographique Kinepolis. Les attractions le composant qui n'ont pas déjà rejoint le site d'Adinkerque durant les années précédentes y sont majoritairement relocalisées.

### Développements

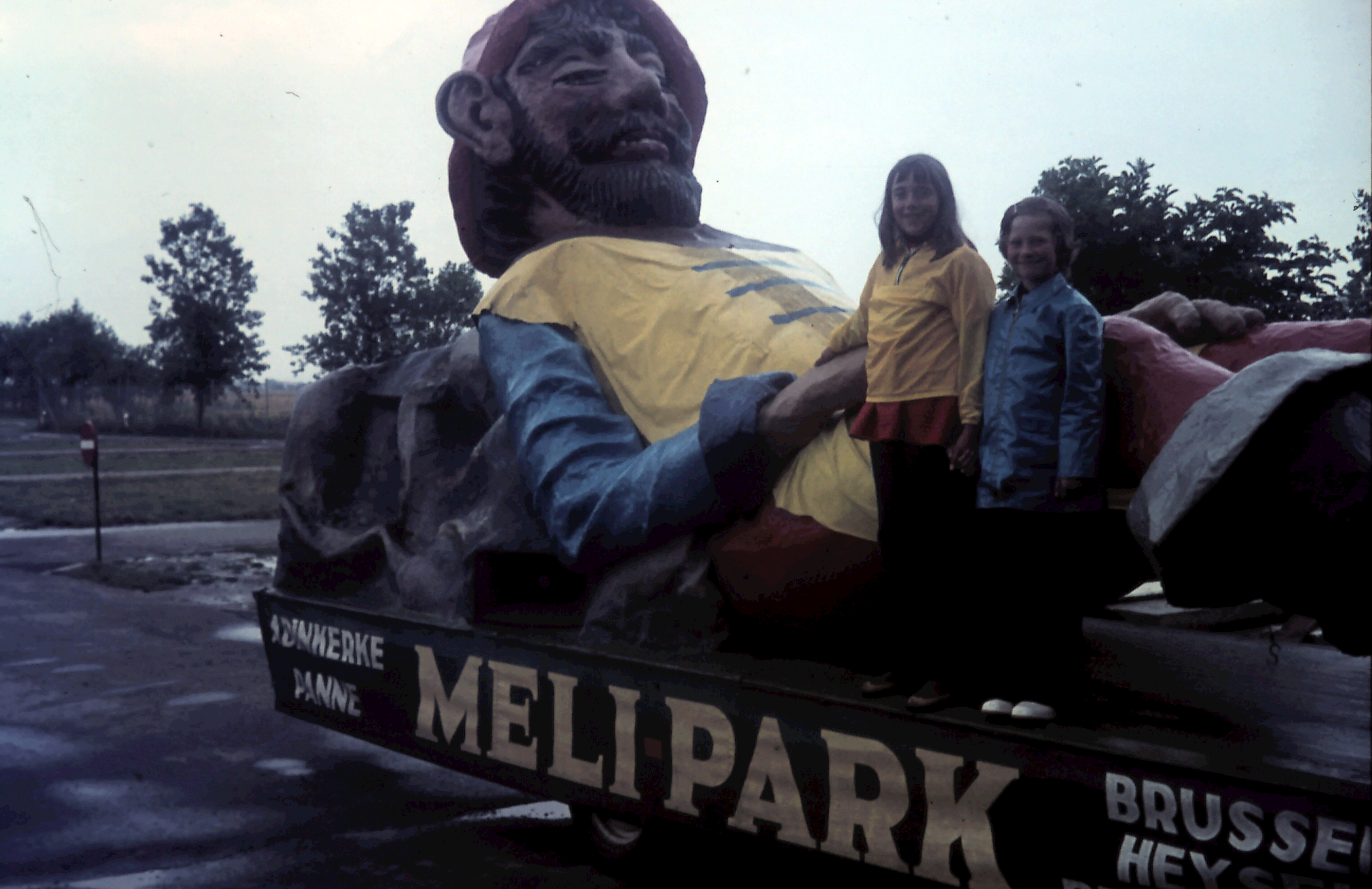
Matériel de promotion des parcs de La Panne et du Heysel (Bruxelles), 1980.

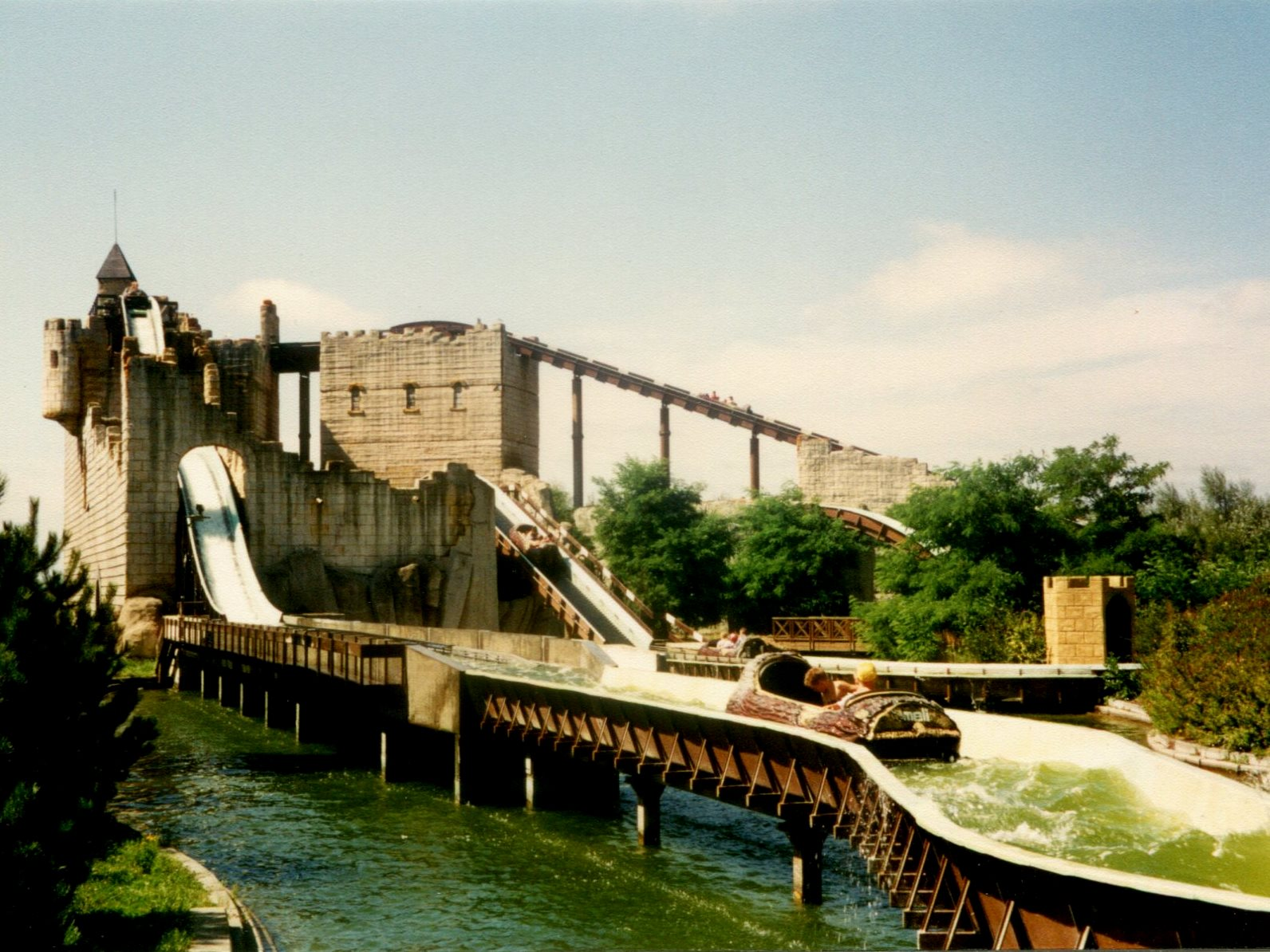
Splash (1989)

La décennie 1970 métamorphose les vingt hectares du site de La Panne en véritable parc d'attractions. Bobbejaanland inaugure en 1968 un petit monorail du constructeur Schwingel comme première attraction mécanique,. À Meli Park, un monorail du constructeur Schwingel est inauguré en 1973. Les montagnes russes du Scarabée déchaîné constituent l'un des symboles du parc. Toujours en fonction à Plopsaland, elles sont considérées comme le plus ancien circuit de montagnes russes encore en activité en Belgique,. Ouvert dès 1976, il est le premier circuit tivoli large avec Keverbaan à Attractiepark Slagharen. Le spectacle de perroquets est également inauguré en 1976. Ce numéro renforce l'un des deux thèmes de prédilection du parc : le règne animal. Dans la deuxième moitié des années 1970, l'essor d'autres parcs de loisirs tels que Walibi à Bierges et Bobbejaanland à Lichtaert entraîne de nombreuses modifications sur le site pannois. La direction désire étoffer le nombre d'attractions. Aux attractions sédentaires construites à Adinkerke s'ajoutent les manèges itinérants de type forain en provenance du Meli Heysel. C'est le cas de la Roue géante et ensuite du Bateau Pirate. Le 12 mai 1979, un incendie détruit le restaurant et le bâtiment principal une semaine avant l'ouverture de l'Apirama le 16 mai. Cette attraction de type parcours scénique devient rapidement la plus célèbre de Meli Park. Son ouverture au public est possible grâce à une collaboration d'équipes anglo-germano-belges, entre autres Metallbau Emmeln et Keith Sparks Associates (Keith Sparks (en) et Robin Golding). Apirama reprend le principe du walkthrough sur les abeilles La Ruche Merveilleuse de Meli Heysel pour en faire une tout autre attraction bien plus aboutie. La mascotte du parc, l'abeille Meli, est créée la même année. Le carrousel à chevaux provenant de Meli Heysel prend place à La Panne également en 1979.
Le domaine se développe et le public s'y rend en nombre. Les nouvelles attractions se suivent : le Repaire des Fantômes en 1980, Tuf-Tuf Express en 1983, la plaine de jeux Carioca, les montagnes russes Jumbo 5 et le Tapis volant Djinn en 1984. Ce dernier renforce l'un des deux thèmes de prédilection du parc : les contes et légendes. En 1986, le Pays des Contes de Fées est rénové en profondeur. De plus, les manèges Meli-jet, Calypso, Racing, Vieux Tacots sont progressivement rapatriées du Heysel dont la fermeture a lieu en 1987. À la fin de la décennie 1980, le parc reçoit annuellement 700 000 visiteurs et emploie plus de trois cents collaborateurs. Ouvert le 13 mai 1989, le Splash est alors l'attraction de type bûches la plus haute et la plus rapide d'Europe. Le caractère sensationnel de celle-ci marque un tournant dans le choix des nouveautés du site belge. En effet, l’émergence et la concurrence des grands parcs de loisirs français se fait sentir sur le site. D'un coût de 130 millions BEF, cette attraction aquatique sur la légende arthurienne bénéficie rapidement d'un grand succès. Cette saison connait de beaux chiffres de fréquentation avec une augmentation de 17 % en date du 26 juillet 1989. Toujours dans le but d'évoluer vers une offre à tendance plus sensationnelle, Meli Park propose l'année suivante Rollerskater, le premier Junior Coaster tous modèles confondus du constructeur Vekoma. Propriétaire de nouveaux terrains vers l'ouest, Florizoone agrandit sensiblement Meli Park la même année. Le circuit du train à vapeur se prolonge considérablement en empruntant ceux-ci.

### Le déclin

Logo créé pour les 60 ans du parc.

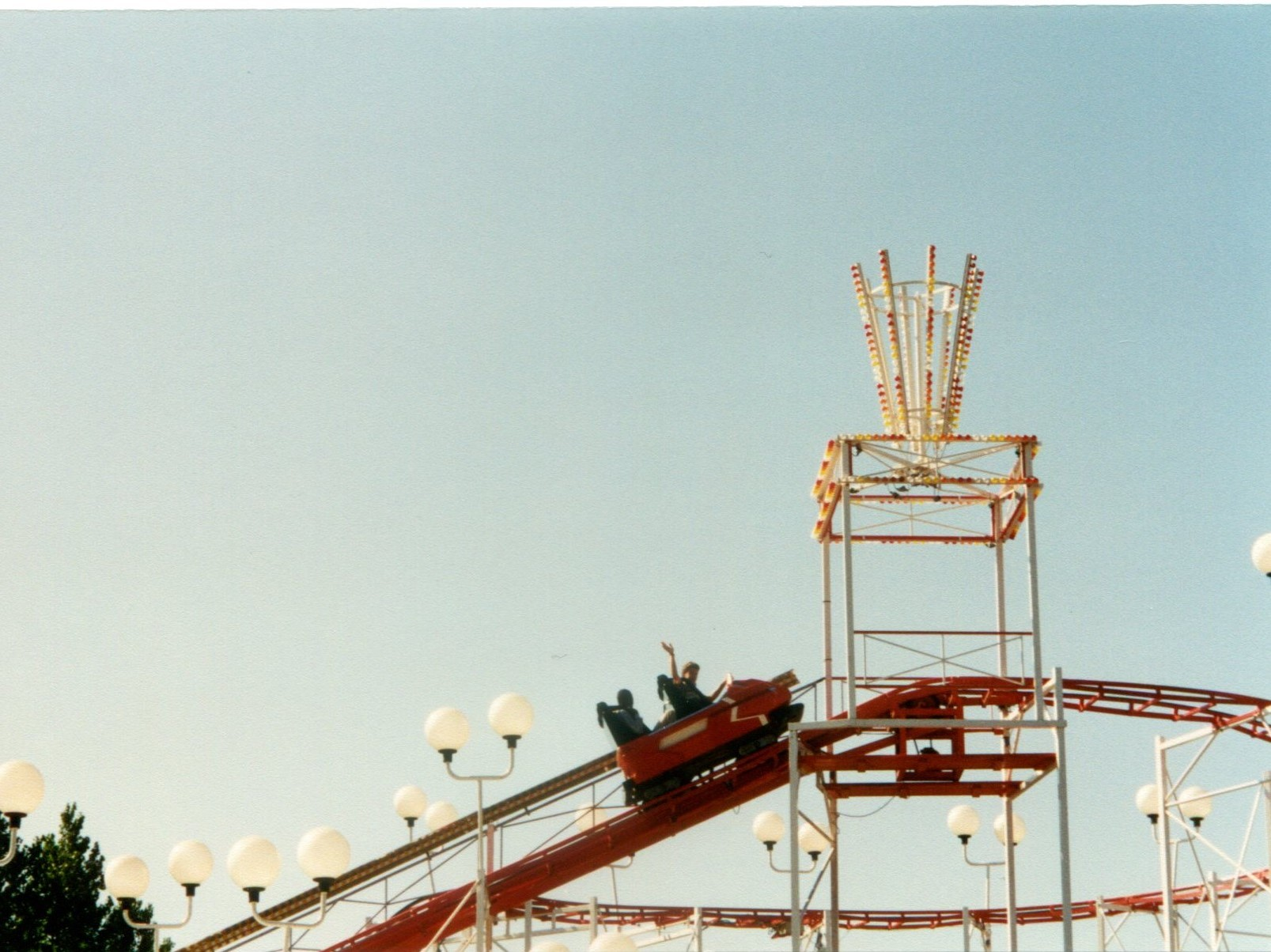
Jubilé (1995).

La années 1990 sont de mauvais augure à La Panne. La tempête Daria provoque de multiples dégâts à Meli le 25 janvier 1990. Le site adinkerquois enregistre à la fin de l'exercice 1991 une perte de 17,3 millions de francs belges et un chiffre d'affaires de 678 millions BEF. Pourtant au début des années 1990, les excursions d'une journée étaient devenues un phénomène. Selon le Bureau néerlandais du tourisme et la CBS, entre 1990 et 1991, quelque 870 millions de voyages de loisirs sont effectués aux Pays-Bas. Cela comprenait plusieurs types d'activités de plein air. Les parcs à thème sont alors une destination importante pour les touristes d'un jour. Dans les parcs d'attractions néerlandais, les dépenses sont estimées à 105,28 millions €. Le 12 avril 1992, Euro Disneyland ouvre ses portes et change la donne pour les parcs à thèmes en Europe de l'Ouest,,. À La Panne, le lac est creusé. Les résultats attendus pour la fin de l'année révèlent d'une perte de plus de 27 millions. La saison terminée, elle affiche une diminution de la fréquentation de 4 % et de 12 % pour le chiffre d'affaires. Alberic Florizoone décède le 27 septembre 1992. À la suite de cette disparition, sa famille prend la décision de nommer Jo Robrechts directeur. Étranger au domaine des parcs de loisirs et arrivé de Janssen Pharmaceutica, il est attendu pour donner un souffle professionnel et moins familiale à l'entreprise. Il reconnaît que Meli Park a besoin de techniques de gestion plus actuelles pour une augmentation du chiffre d'affaires et un contrôle de dépenses. L'exercice 1993 en cours, dont la nouveauté est une tour d'observation de 40 millions de BEF, enregistre pour la troisième année consécutive de graves pertes,.
Le parc belge acquiert le restaurant Les Pirates de Mirapolis, après la fermeture de celui-ci le 20 octobre 1991. Conservant le thème de la piraterie, il est inauguré en 1994 sous le nom de Drakkar en même temps que la nouvelle expansion. Plopsaland le rebaptise par la suite Grill des pirates. La nouvelle expansion concerne le lac et ses nouveaux abords, soit le pont tibétain, les pédalos, le déménagement du bateau pirate en cette zone. La saison 1994 voit des résultats positifs dont des bénéfices à nouveau dégagés, un chiffre d'affaires en augmentation ainsi qu'une compression des frais. La venue de 630 000 visiteurs est également un signe encourageant. Le domaine de loisirs fête ses 60 ans en 1995 en étrennant comme nouveauté les montagnes russes nommées Jubilé. Les touristes commencent à effectuer des temps de trajets beaucoup plus longs pour leurs loisirs. Le parc enregistre une perte de 16 millions de BEF la saison suivante. Les années 1996 et 1997 sont marquées par une diminution du tourisme d'un jour et les sites tels Meli Park sont donc en recul,. Une volière de neuf mètres de haut est inaugurée en 1996. Des nouveautés mineures sont inaugurées en 1997. Celles-ci sont le spectacle de Bob et Bobette et le labyrinthe. En cette même année, l'usine de production de miel est inaugurée à Furnes. Les activités à Molenbeek-Saint-Jean y sont relocalisées,. En 1998, la ligne du tramway de la côte belge est prolongée jusqu'au site adinkerquois ce qui facilite son accessibilité.
L'érosion de la fréquentation convainc la direction de Meli Park à le vendre à parts égales à Studio 100 et à Vlaamse Media Maatschappij,. Le 4 octobre 1999, Plopsaland S.A. prend officiellement les rênes du parc.
L'IAAPA célèbre en novembre 1999 Alberic-Joseph Florizoone en le désignant comme personnalité qui rejoint les précurseurs du domaine des parcs de loisirs sur son « mur des célébrités » Hall of Fame,. Le souvenir de Meli Park perdure, des expositions sont montées et reçoivent les nostalgiques,,. Deux week-ends événementiels sont organisés en 2018 à Plopsaland. Le public y contemple vestiges et happenings sur le thème de Meli Park.

Exposition Meli Park à l'hôtel de ville de La Panne, 2016
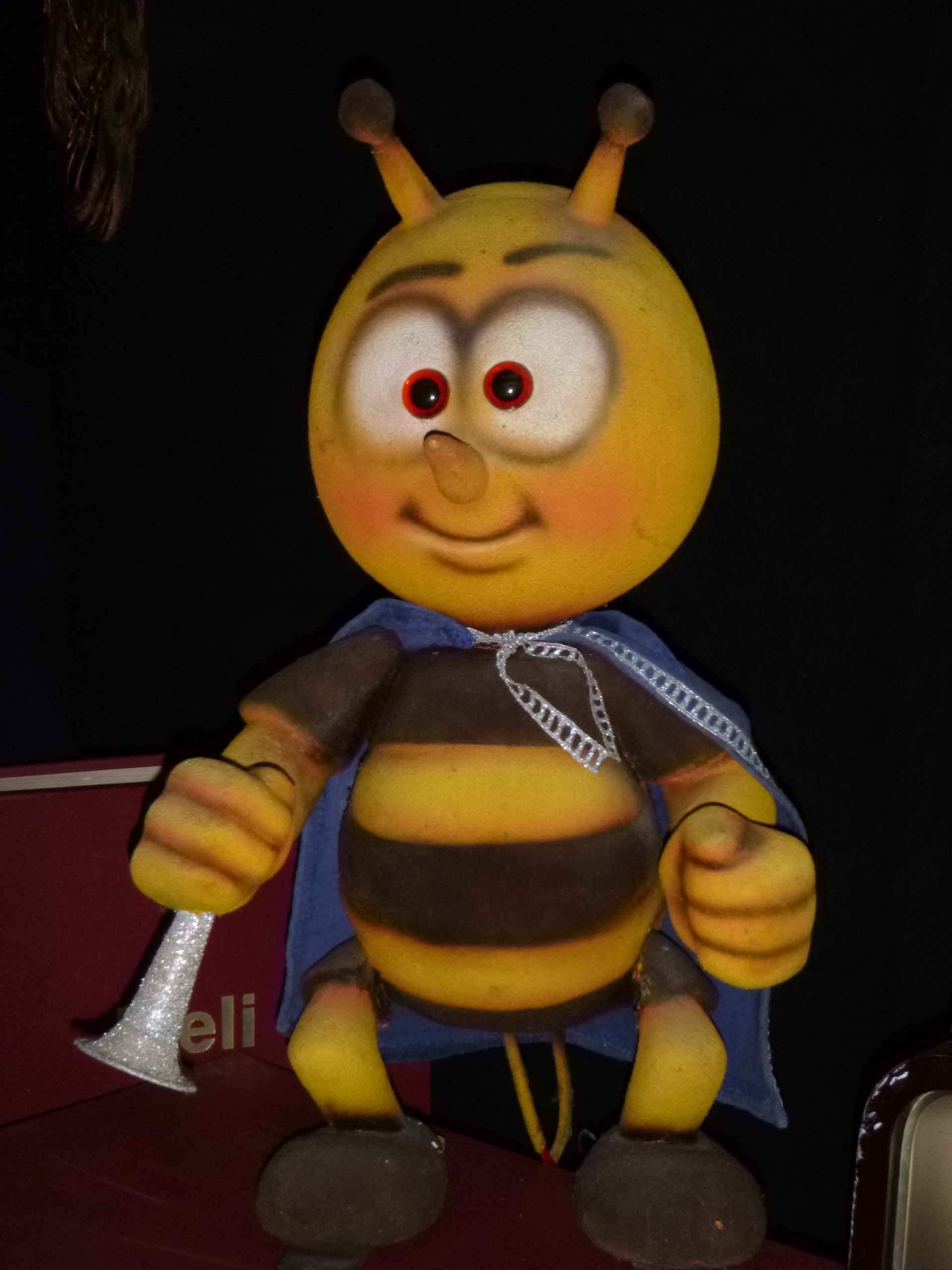
Abeille de l'attraction Apirama
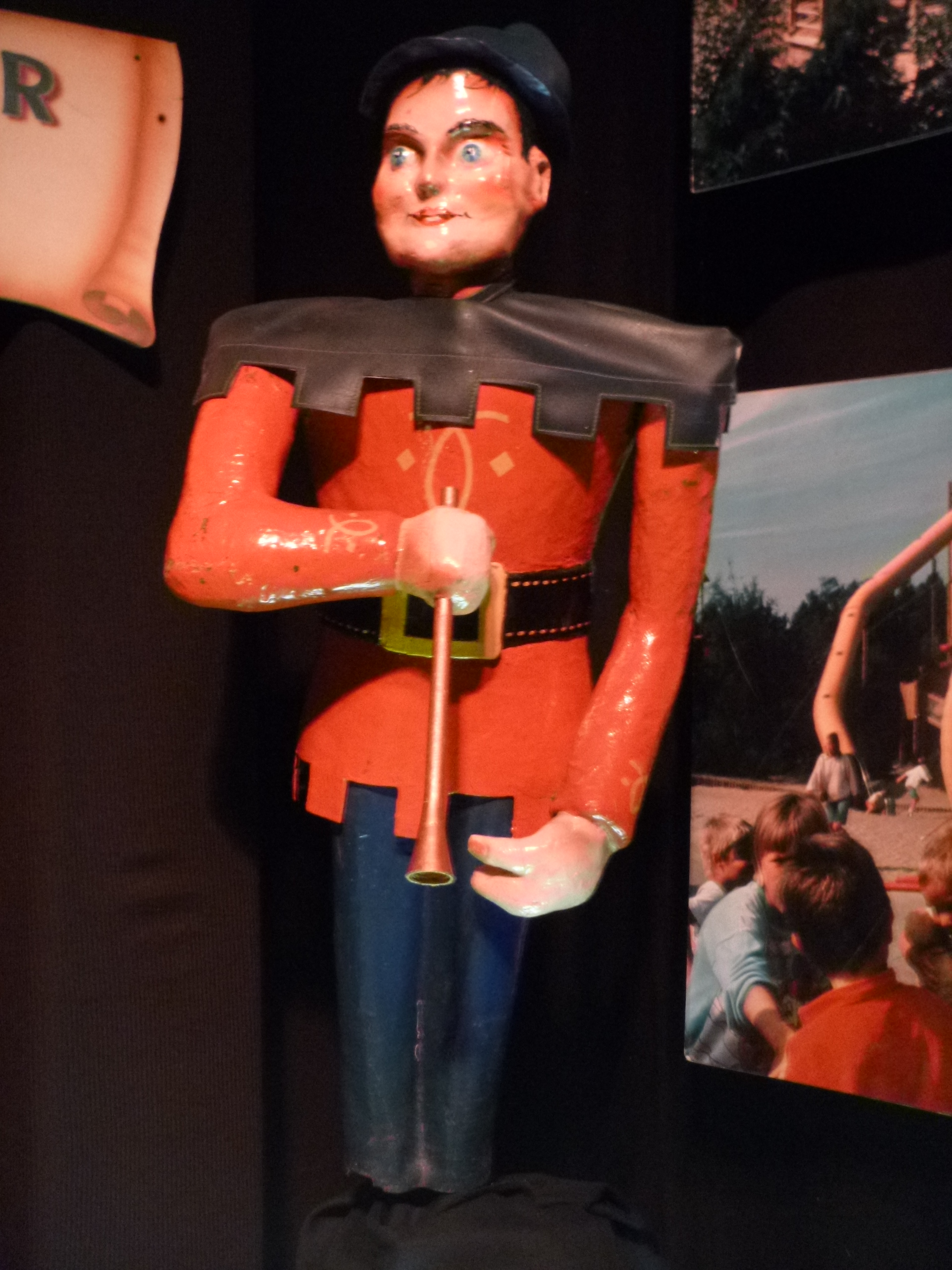
Instrumentiste de l'entrée du Pays des Contes de Fées
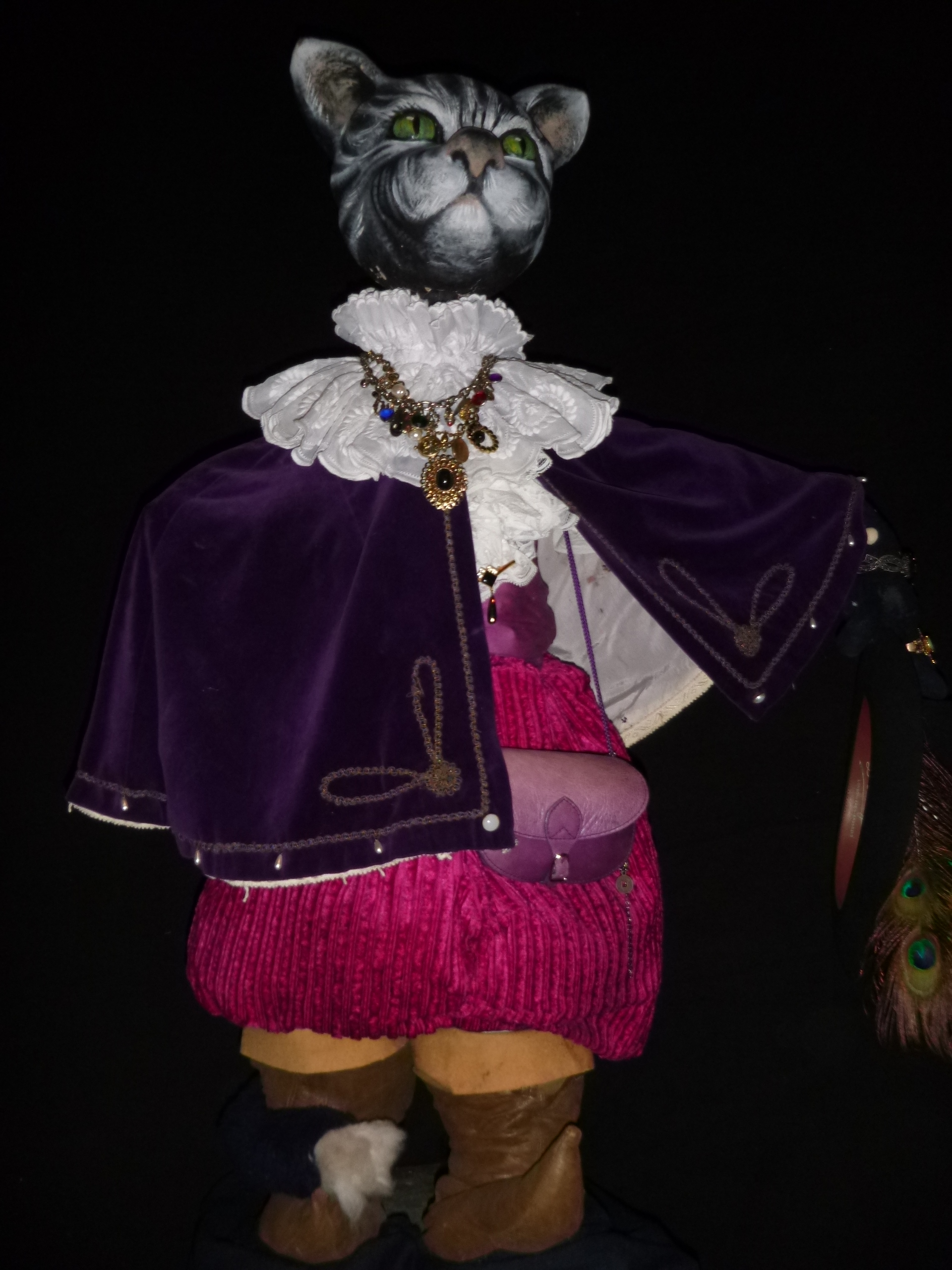
Chat botté de l'entrée du Pays des Contes de Fées
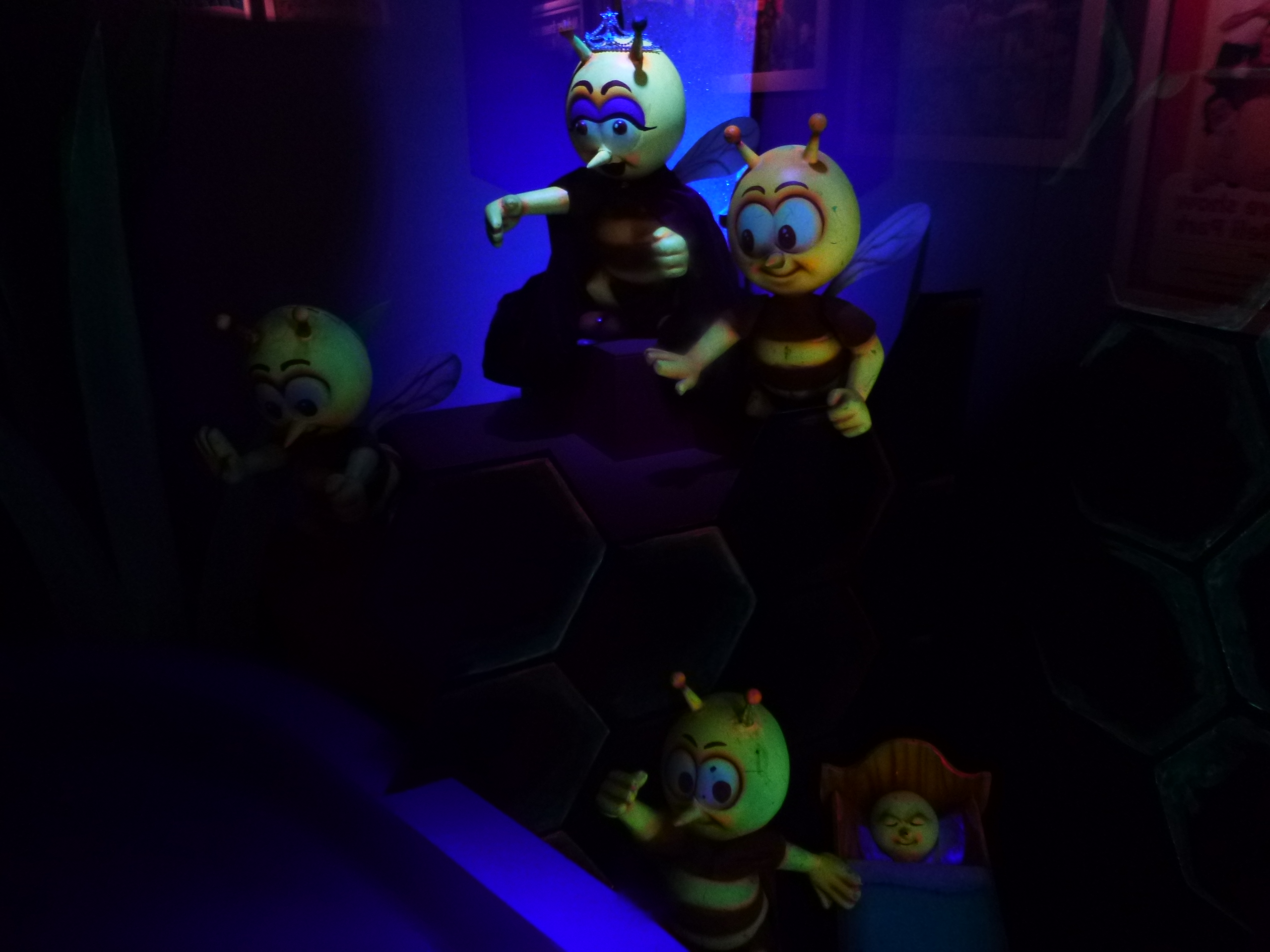
Évocation de l'attraction Apirama
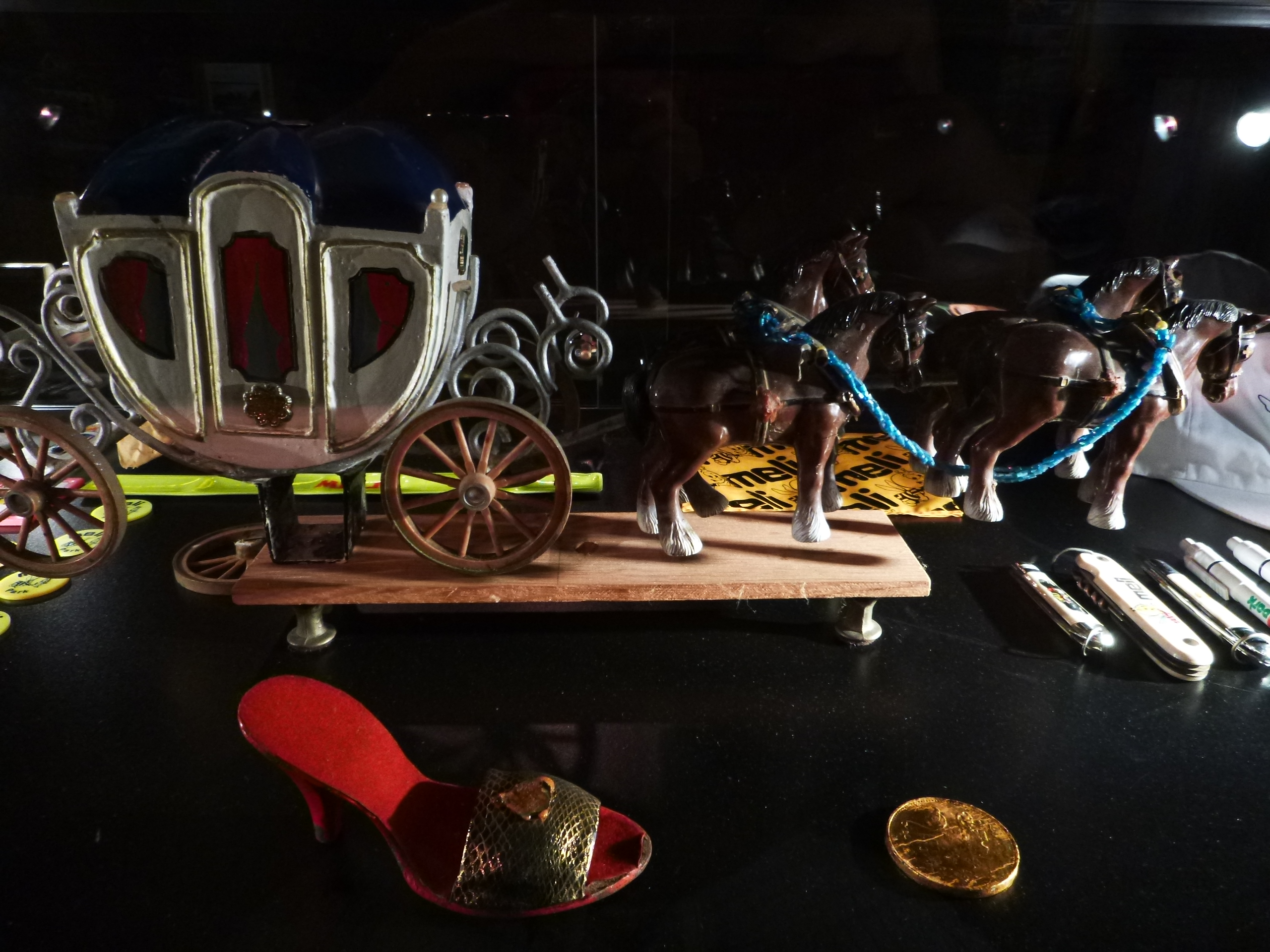
Souvenirs et décors
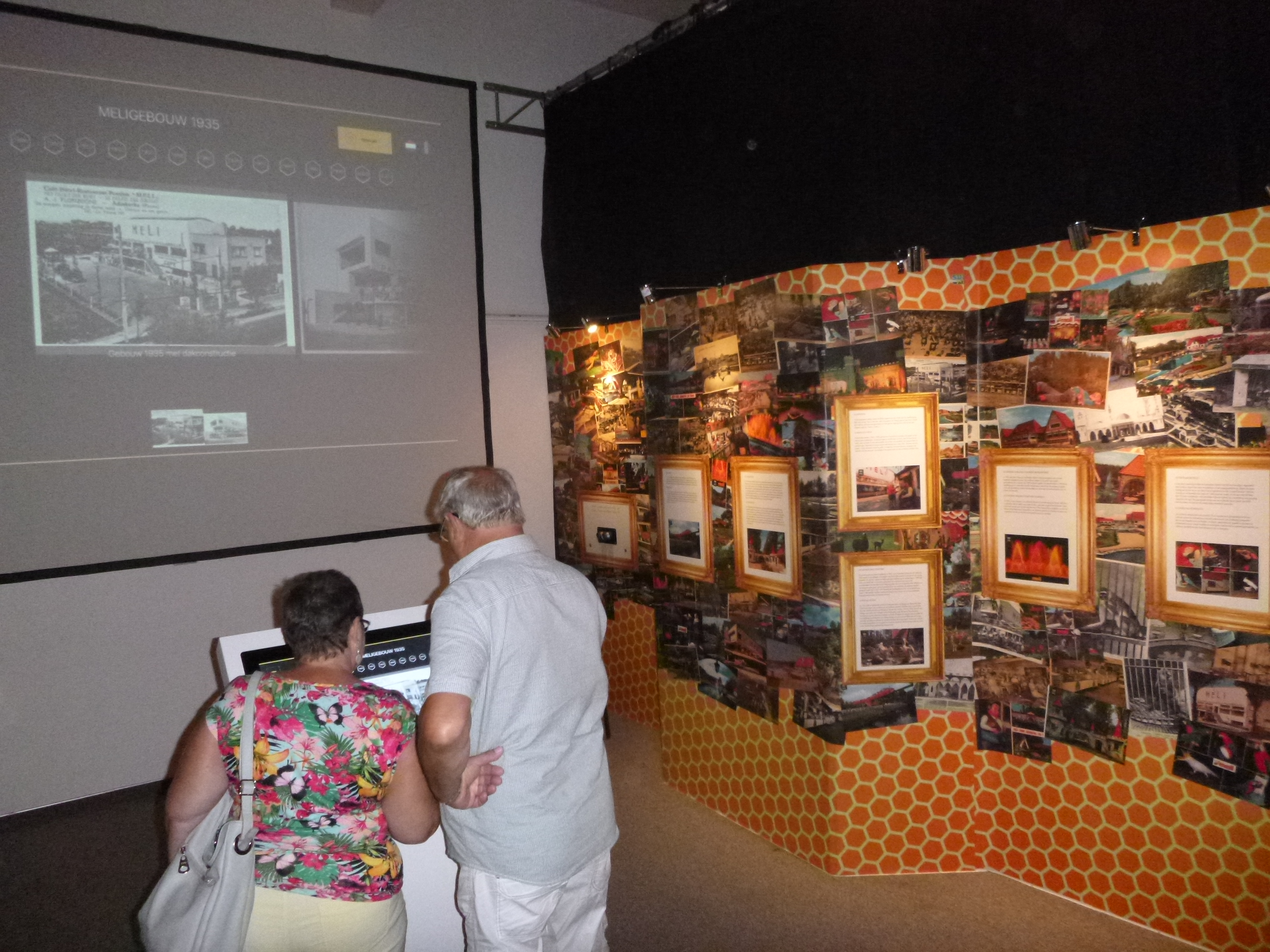
L'une des salles

## Attractions

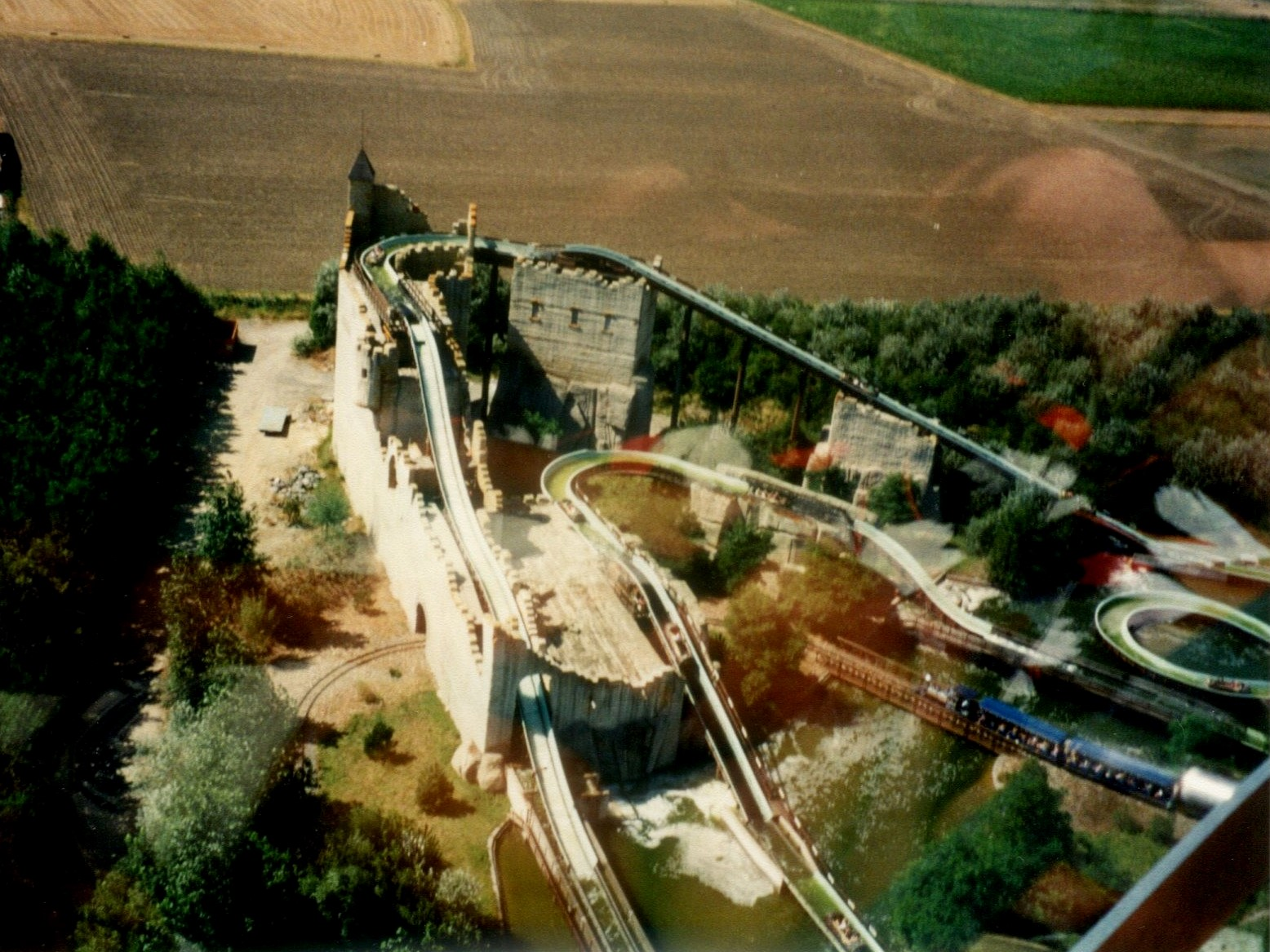
Le Splash

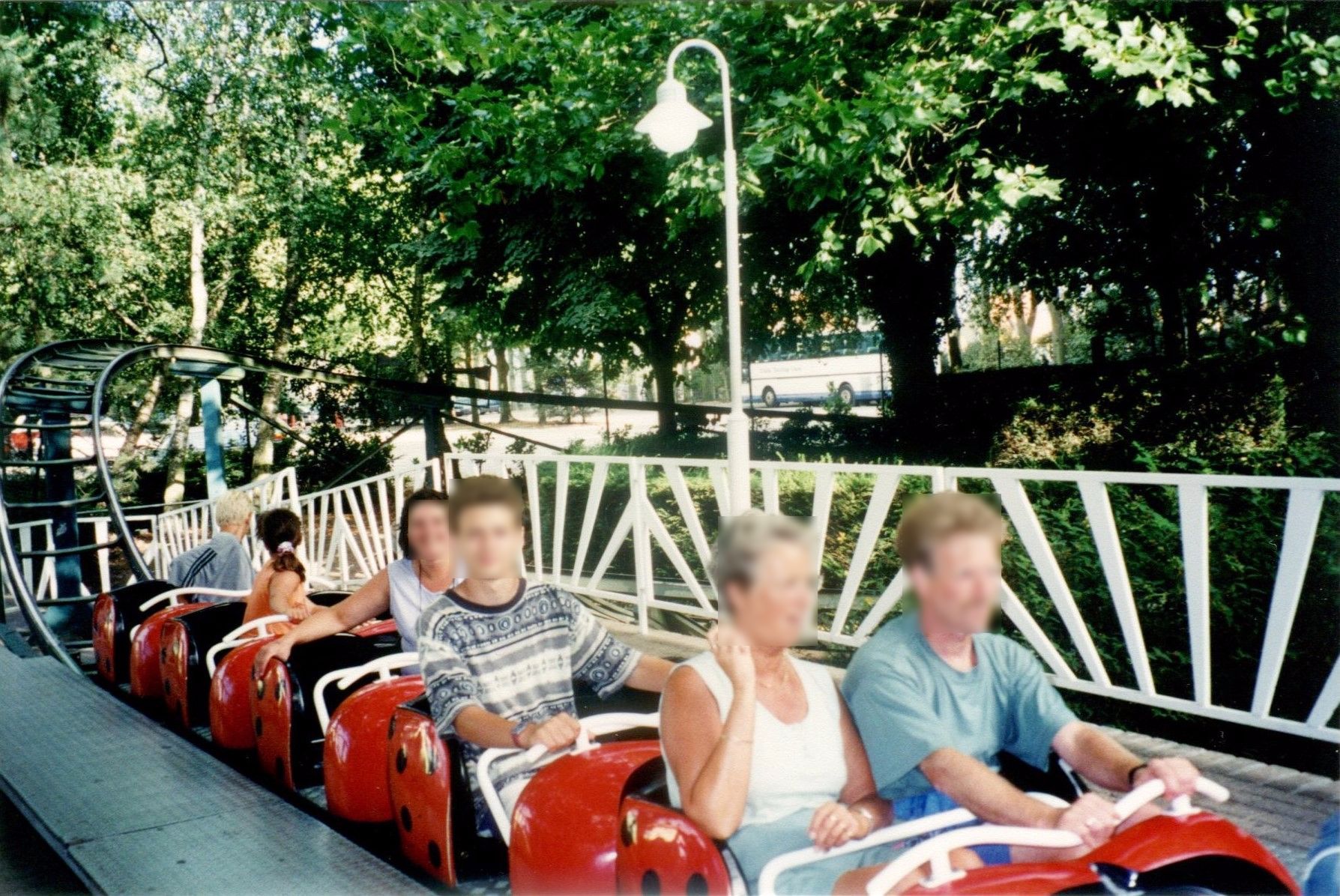
Le Scarabée Déchaîné

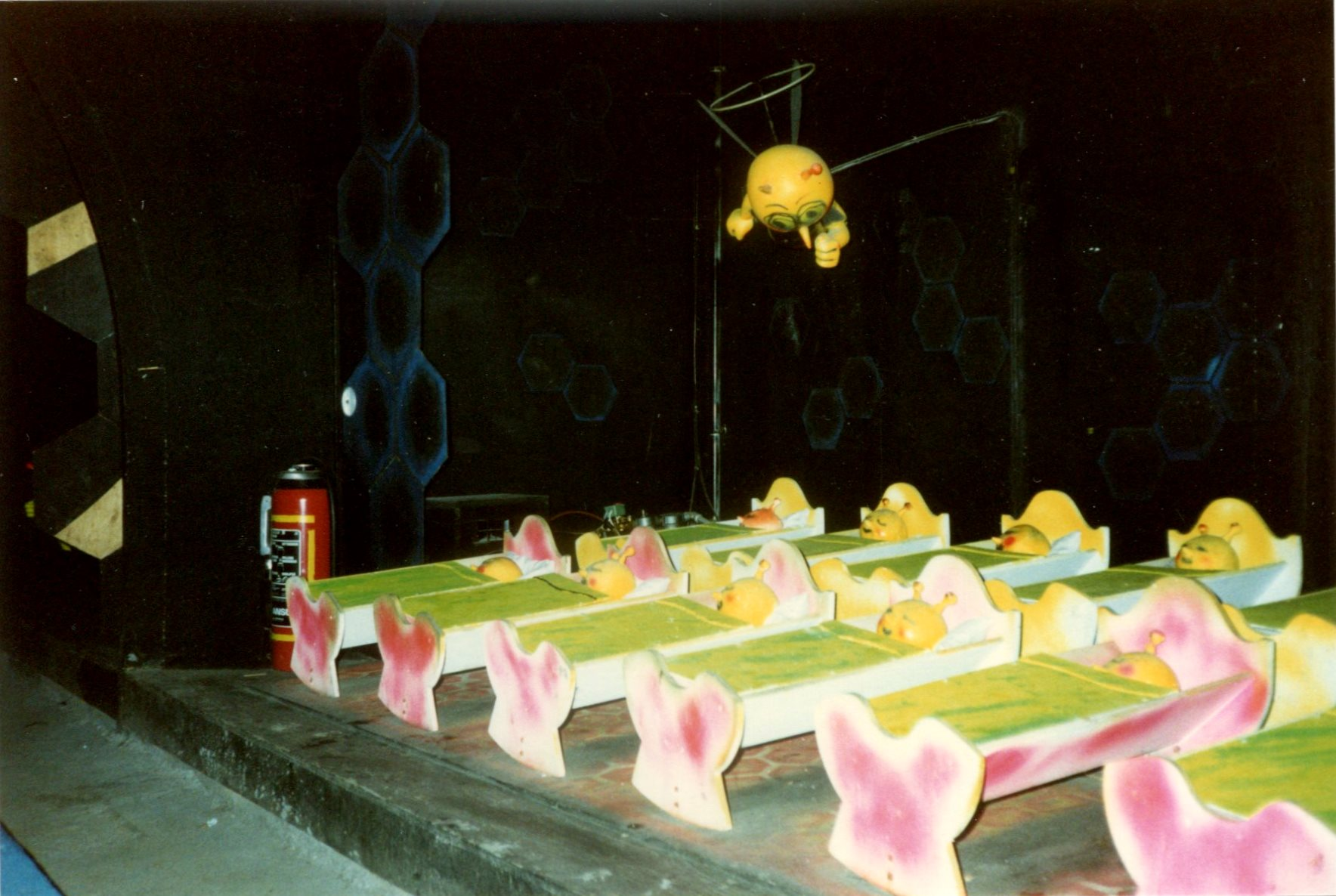
Apirama

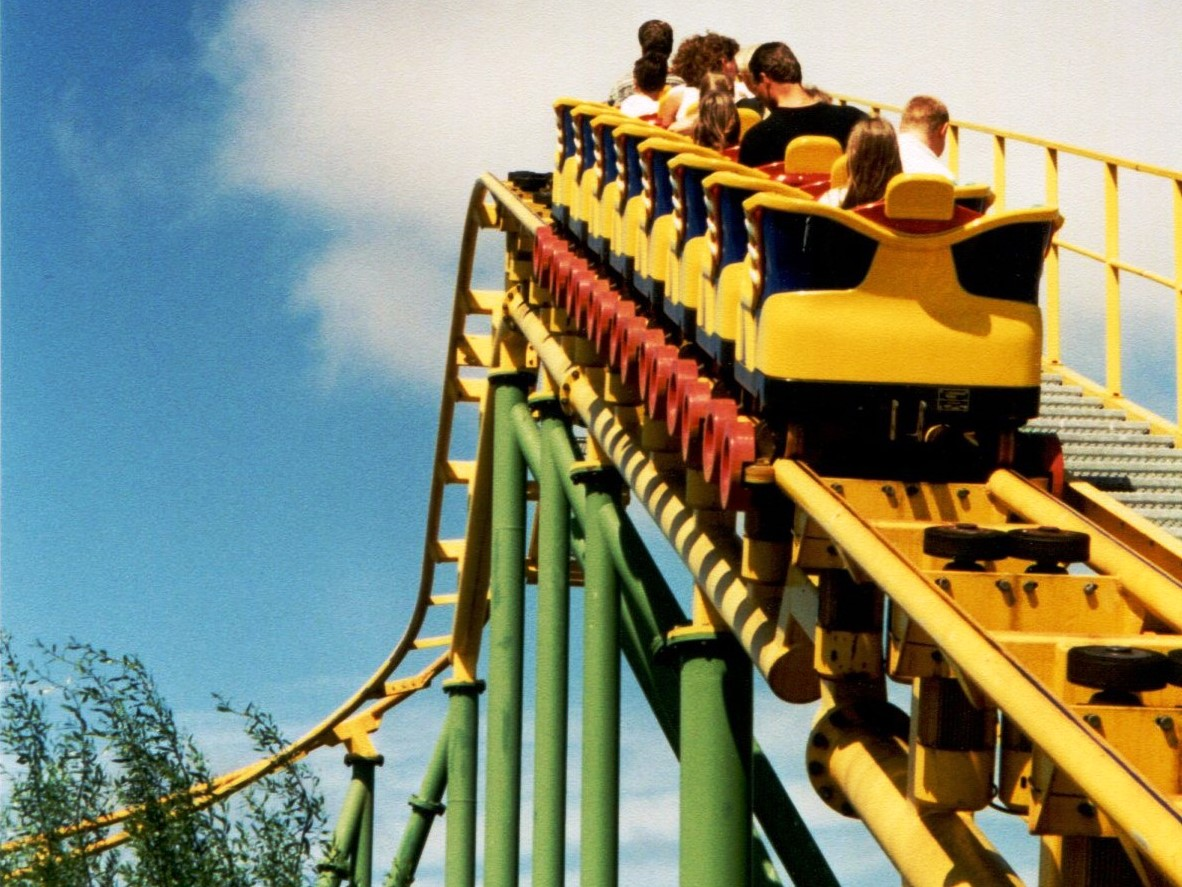
Rollerskater

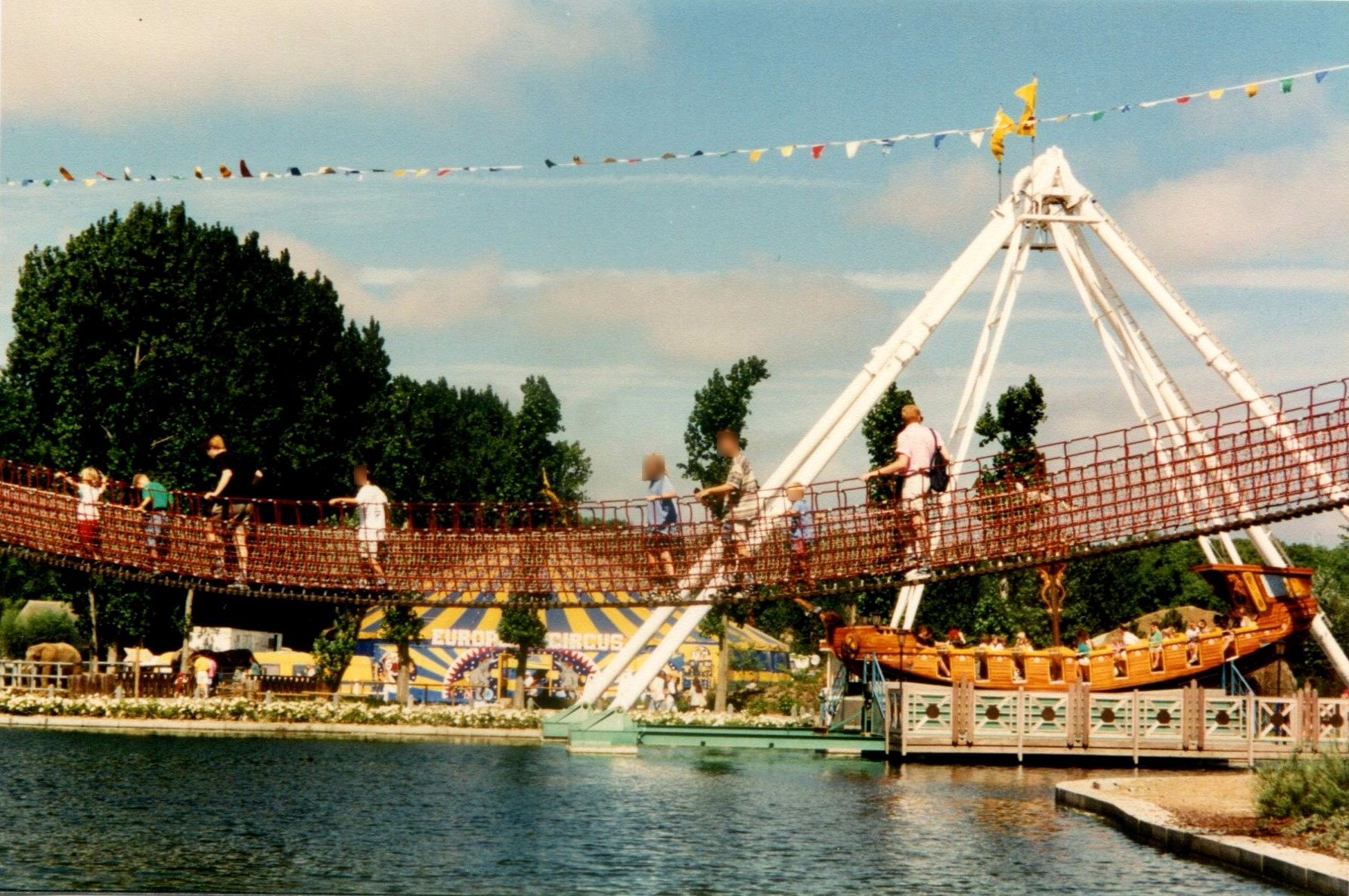
Bateau Pirate et Pont suspendu tibétain

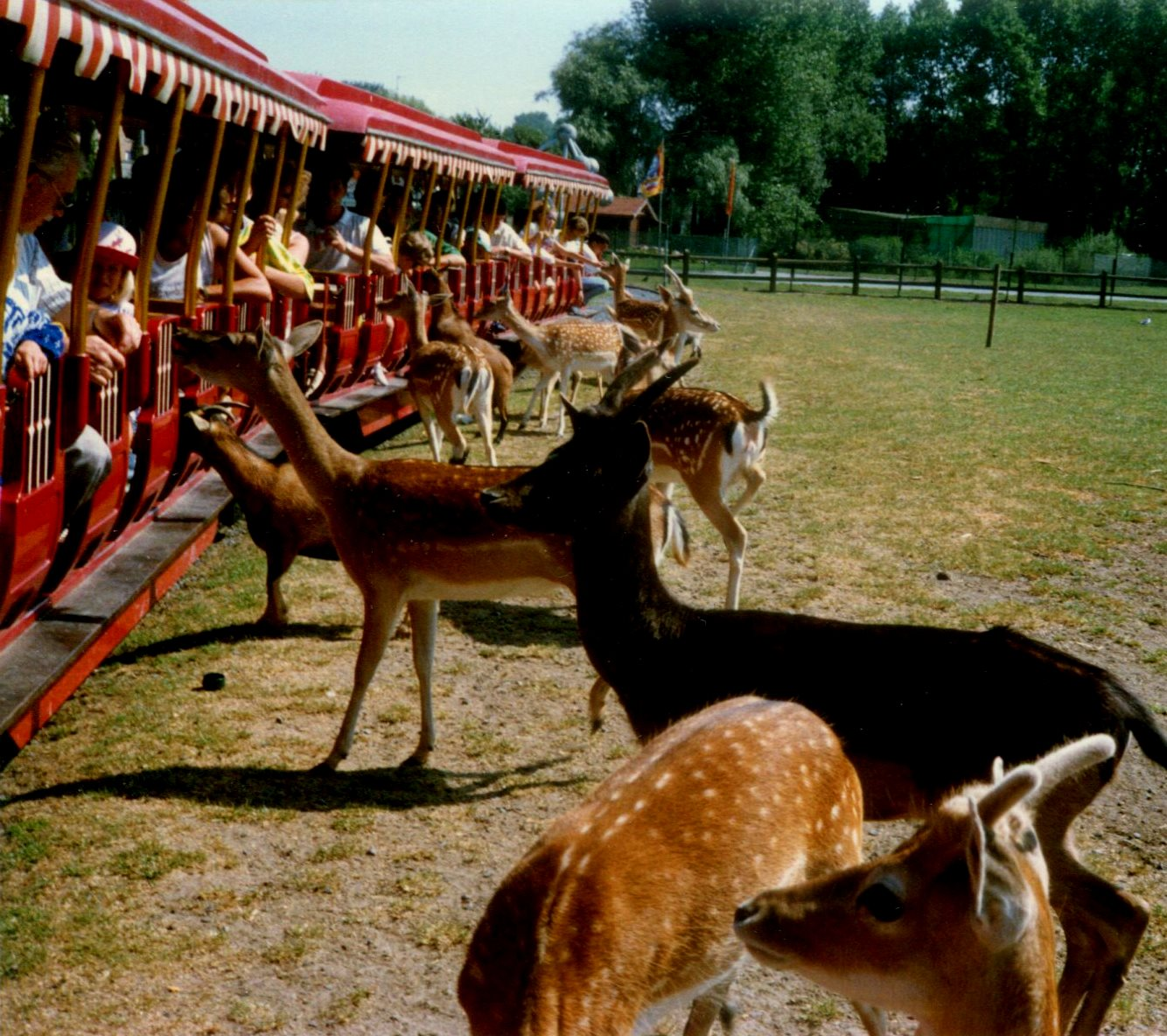
Tuf-Tuf Express

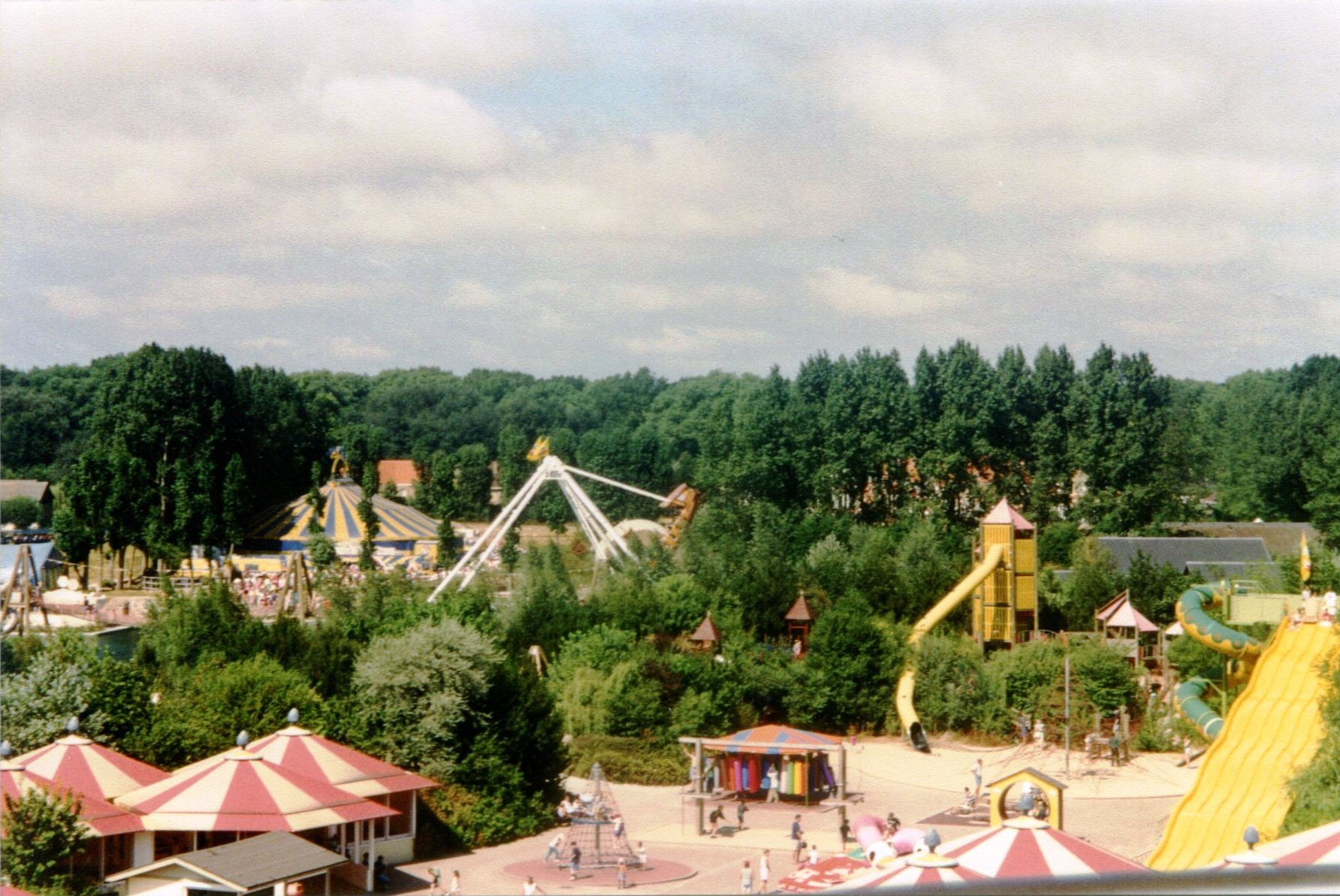
Carioca au 1er plan

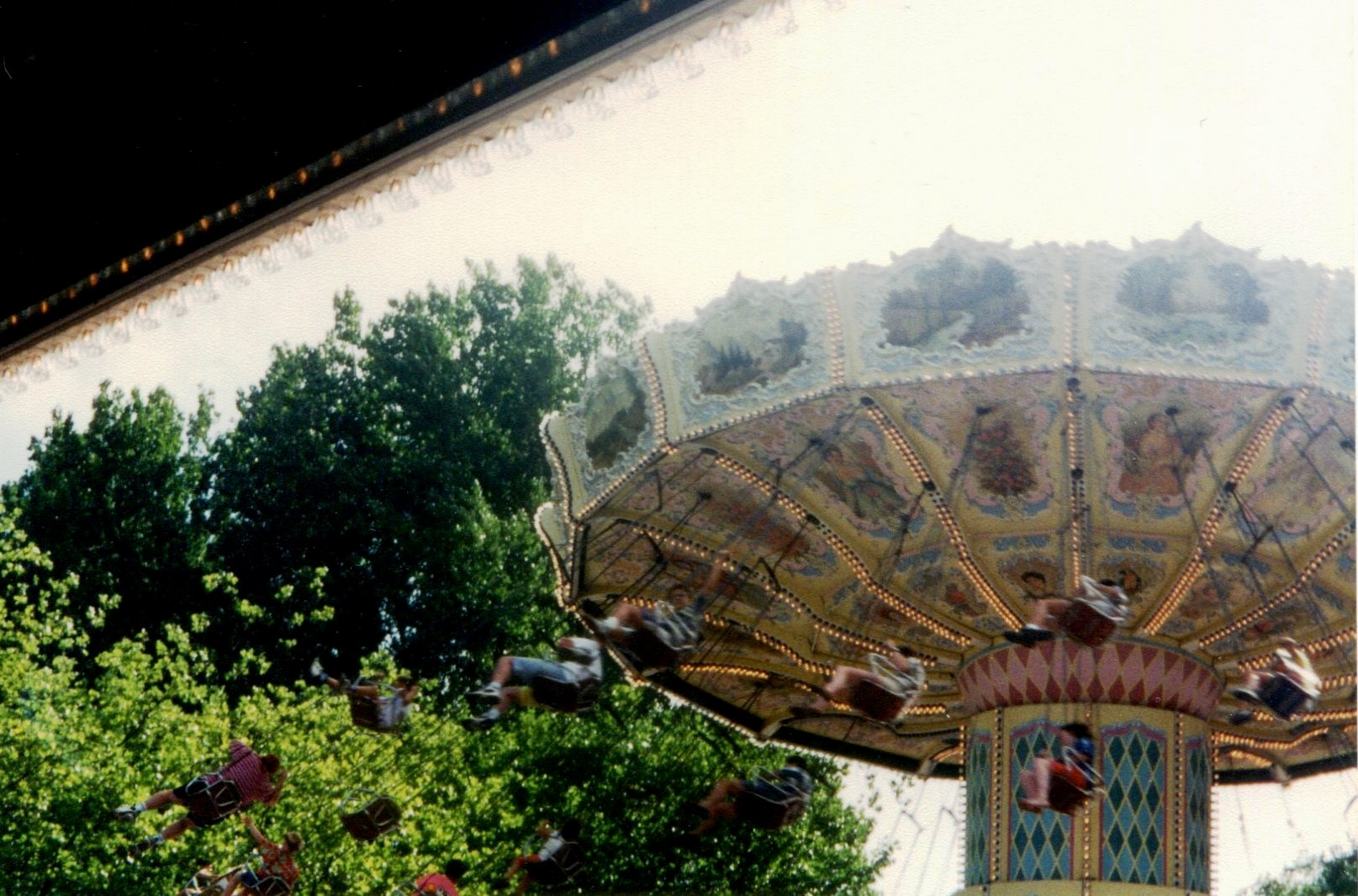
Valse Viennoise

- Splash. Inaugurée en 1989 en grande pompe par le premier ministre Wilfried Martens, cette attraction aquatique de type bûches bénéficie d'un grand succès grâce à son énorme splash final. Autour du thème de la légende arthurienne, le parcours entraîne les embarcations jusqu'à 50 km/h via une hauteur de vingt mètres et une longueur de 520 mètres. La plus rapide et la plus haute d'Europe, elle coûte 3,2 millions d'euros. La construction de quatre mois revient à l'allemand Mack. L'attraction est toujours en fonction.
- Le Scarabée Déchaîné ou Keverbaan. Surnommé « coccinelle », ce parcours de montagnes russes en métal est un des premiers modèles de Tivoli Large du constructeur allemand Zierer en 1976 : un seul train, pas d'aiguillage, sur un petit circuit parcouru deux fois, il mesure 360 m, et culmine à 8 m de haut et va jusqu'à 36 km/h. Il fut renommé Dongo's Race en 2000 puis Viktor's Race en 2013, après avoir été démonté et reconstruit à l'identique.
- Apirama. L'attraction la plus populaire de Meli Park était une barque scénique de 8 minutes construite par Metallbau Emmeln. Elle nous plongeait grâce à 256 automates et marionnettes dans la vie et le travail des abeilles. L'origine de ce parcours scénique était le walkthrough sur les abeilles « La Ruche Merveilleuse » (de Wonderbare Bijenkorf) dans le pavillon Meli de l'Exposition universelle de 1958. Datant de 1979, cette attraction longue de 145 mètres était dotée d'une petite descente en splash. Totalement redécorée et agrémentée d'attractions, elle s'appelle aujourd'hui la Forêt de Plop.
- Roller Skater. Ce parcours de montagnes russes en métal avec des voitures en forme de patins à roulettes est toujours en fonction depuis 1991. Construit par Vekoma, ses données sont les suivantes : 335 m de long, 13 m de haut, 45,9 km/h et une durée de 1 min 06.
- Bateau Pirate. Un bateau à bascule du constructeur Huss Rides fait son entrée en 1981. Toujours en fonction, il peut accueillir 56 personnes selon le parc et 54 selon Huss. Le bateau s'élève jusqu'à 20 m à un angle de 75°.
- Tuf-Tuf Express. Un train à vapeur permet une promenade tranquille à travers le parc entre les chevreaux et les cerfs en liberté à partir de 1983 est toujours en activité sous le nom de Plopsa Express. Du constructeur Chance Rides, il s'agit d'une réplique à voie étroite (610 mm) du C. P. Huntington (en)[53]. Les passagers peuvent acheter des biscuits pour nourrir les animaux, qui s'approchent volontiers lors de l'arrêt du train sur le parcours, ce qui renforce l'un des deux thèmes de prédilection du parc : le règne animal. Le train traversait également un tunnel dans lequel était reconstitué un petit village de type Far-West animé d'automates. Cette attraction évolua : le village devint hors service puis disparut et le parcours s'agrandit en 1990 pour faire le tour du parc.
- Carioca. Une aire de jeux pour les enfants est proposée au public en 1984. Redécorée, elle s'appelle aujourd'hui le Jardin de Plop. Une plaine de jeux en fonction de 1960 à 1983 était située près de l'entrée.
- Pont suspendu tibétain. Il enjambe le grand lac depuis 1994. Toujours en fonction, il s'appelle aujourd'hui le Pont suspendu.
- Golden Gate. Cette attraction automobile foraine de type Golden Gate du constructeur Sartori date de 1992. Toujours en fonction sous le nom de Safari.
- Scooter. Autos-tamponneuses installées avant 1982 toujours en fonction.
- Pédalos. Ils sont toujours en fonction depuis 1994. À l'origine de couleur rouge, les embarcations sont progressivement remplacées en 2012.
- Auto-école. Parcours pour enfants expérimentant le code de la route. Proposé aux visiteurs en 1999, il est déplacé pour la saison 2007 et est toujours présent.
- Valse viennoise. Manège de chaises volantes du constructeur Zierer installé avant 1984, il est exploité jusqu'en 2014. Les sièges évoluent à une vitesse de 30 km.
- Panoramic. Tour d'observation d'Intamin. En 1989, elle était l'une des principales attractions du Bundesgartenschau, (spectacle hortico-culturel fédéral) à Francfort en Allemagne, puis en 1992 à l'exposition agricole Floriade à Zoetermeer aux Pays-Bas, cette tour de 76 m fut en fonction de 1993 à 2008. D'un poids de 80 tonnes, la tour pouvait accueillir 50 personnes[54]. Le carrousel des animaux de la section Heidi à Plopsaland est érigé au même emplacement en 2017.
- Petit train Peter Pan. Train uniquement accessible aux enfants. Il renforce l'un des deux thèmes de prédilection du parc : les contes et légendes. Installé avant 1982 et encore exploité sous l'aire Plopsaland sous le nom de Tuf tuf jusqu'à début 2008, il devait faire son apparition à Aviflora (nl), Belgique[N 10].
- Kiddie-Shake. Ce petit manège à sensations pour enfants du constructeur Greif apparaît en 1998. Meli le propose également lors de sa dernière année d'ouverture, il reste en fonction jusqu'en 2007.
- Le Toboggan. Une descente sur des sacs d'un toboggan de six pistes. En 1984, il est intégré au sein de la zone Carioca. Au six pistes est alors ajouté un toboggan annexe sous forme de tube en colimaçon à l'aspect du personnage Het Liegebeest (nl). Il est présent jusqu'en 2006.
- Roue géante. Grande roue de vingt gondoles. Quatre personnes prenaient place dans chaque gondoles. D'abord présente au Meli Heysel, la Roue géante est présente à La Panne en 1974, voire avant. La structure de celle-ci est encore exploitée quelques années par Plopsaland avec d'autres nacelles sous le nom de Kasha mais n'est plus présente depuis 2006.
- Monorail. Du constructeur Schwingel, il permettait de se balader dans le parc et de profiter du paysage à une hauteur de 4,5 m entre 1973 et 2006. Sans chauffeur, il évoluait avec des moteurs électriques à une vitesse moyenne de 6 à 8 km/h sur un circuit de 477 243 mètres[55]. Doté de dix wagons accueillant de quatre à six personnes, Il était prévu qu'il fasse son apparition à Aviflora, Belgique[N 10].
- Le Pays des Contes de Fées. Sur 1,5 hectare boisé, ce parcours à pied apparu en 1954 permettait de découvrir ou redécouvrir différents contes à la manière du Bois des Contes à Efteling. La Princesse au petit pois, Cendrillon, Le Roi Grenouille ou Henri de Fer, Blanche-Neige, Hansel et Gretel, le Chat botté, le Petit Chaperon rouge, Ali Baba et les Quarante Voleurs, les lutins, la Belle au Bois Dormant, les géants et le Joueur de flûte de Hamelin en sont quelques hôtes. Il souffrait de manque d'entretien les dernières années de Meli. Cette attraction est encore proposée aux visiteurs jusqu'en 2005 à Plopsaland. Elle laisse sa place au parcours de montagnes russes lancées Anubis The Ride et aux agrandissements des zones « pirates » et « jardin de Plop ».
- Le carrousel à chevaux. Construit en 1923 au Royaume-Uni, il était entraîné à l'origine par une machine à vapeur. Après avoir changé de mains plusieurs fois, il s'installe en 1974 à Meli Heysel à Bruxelles et ensuite en 1979 à La Panne. À la mi-mars 2004, il quitte le parc pour retourner au Royaume-Uni chez les forains Ian et Gary Howard.
- Stuntpiloot. manège avion installé à Meli en 1998. Plopsaland le conserve quelques années jusqu'en 2003.
- Vieux Tacots. Une balade à bord d'antiques automobiles provenant de Meli Heysel. Étrangement, l'attraction est déplacée dans le « Pays des contes de fées » en 1999 et Plopsaland le conserve à cette place jusqu'en 2005, année de destruction du « Pays des contes de fées ».
- Tapis volant Djinn. Attraction de type rainbow modèle 1001 Nacht du constructeur Weber, elle ouvre au public en 1984 et pouvait accueillir 50 passagers. Elle disparaît en 2000 lors de l'arrivée de Plopsaland.
- Jubilé. Il est implanté en 1995. Ce parcours de montagnes russes en métal de type forain du constructeur Pinfari est vendu en 2000 à Selva Mágica au Mexique lors de l'arrivée de Plopsaland. Le Jubilé est l'attraction anniversaire des 60 ans de Meli mais n'a jamais été très appréciée par les visiteurs.
- Jardin zoologique. Datant de 1952, il est composé d'animaux de ferme, kangourous, singes, éléphants, chameaux, pingouins, zèbres, gibbon, lamas, daims, biches, alpagas, aquarium avec requins, pieuvre, huître, échassiers tels flamants roses, volières avec perruches, toucans, etc. Ces animaux n'ont pas forcément vécu à la même période. Ce jardin est métamorphosé sur plusieurs années après l'arrivée de Plopsaland. La zone au nord du ruisseau Langgeleed devient la zone « Ferme de Big & Betsy ». Après avoir été laissé en friche, le terrain au sud du ruisseau Langgeleed devient étapes par étapes Mayaland, le Théâtre et Plopsaqua.
- European Circus. Spectacle de cirque sous un chapiteau. Les représentations débutent en 1993 jusqu'à la fermeture de Meli au profit de Plopsaland.
- Le Labyrinthe. Sur une superficie de 3 500 m2 et en forme d'hippocampe vu du ciel, il apparaît en 1997. Toujours proposé au public en 1999, il n'est plus présent dans le parc depuis la reprise du parc par Plopsaland S.A. Il faut savoir qu'un premier labyrinthe fut présent depuis 1938 au milieu des années 1980.
- Lunapark. La salle de jeux d'arcade est construite en 1965. Elle est convertie en restaurant « Mr Spaghetti » au début de l'aire Plopsaland.
- Flosch. Carrousel pour les plus petits installé avant 1993. Précédemment nommé Baby Dream. Encore exploité la dernière année de Meli, il n'est plus présent.
- Meli-jet. manège avion installé avant 1983. Il provient de Meli Heysel et n'est plus présent lors des dernières années de Meli.
- Pit-Stop. Petit parcours de Formule 1 pour enfant datant de 1999. Il a très vite disparu.
- Carrousel à chaînes. Manège à chaises volantes. Présenté au public en 1990, celui-ci laisse sa place au Kiddie-Shake en 1998. L'attraction déménage ensuite à Aviflora (nl)[N 10].
- Le Repaire des Fantômes. Maison hantée sous forme de parcours à pied dans le noir, possédant des effets très surprenants par endroits. L'accès à cette maison hantée pouvait se faire par le village d'Hamelin du Pays des contes de fées, inspiré du Le Joueur de flûte de Hamelin. Ceci renforce l'un des deux thèmes de prédilection du parc : les contes et légendes. Cette attraction était en fonction de 1980 à 1993.
- Calypso. Ce manège forain à sensations modèle Calypso du constructeur Mack Rides ressemble au Breakdance et provient de Meli Heysel. D'une capacité de 50 personnes, il est proposé au public de 1988, voire avant, à 1993
- Viererbob. Parcours de montagnes russes en métal modèle Four Man Bob du constructeur Zierer. Celui-ci n'est en fonction à Meli Park que peu de temps, entre autres en 1983.
- Jumbo 5. Parcours de montagnes russes en métal modèle Jumbo V du constructeur Anton Schwarzkopf. Il apparaît en 1984 mais il disparaîtra à la fin des années 1980. Il déménagera à Funland Park, puis à Pleasurewood Hills où il est en fonction depuis 1995 sous le nom Cannonball Express (en).
- Racing ou Flitzer. Parcours de montagnes russes en métal modèle Flitzer du constructeur Zierer provenant de Meli Heysel. Celui-ci n'est en fonction à Adinkerque que peu de temps, entre autres entre 1988 et 1990.

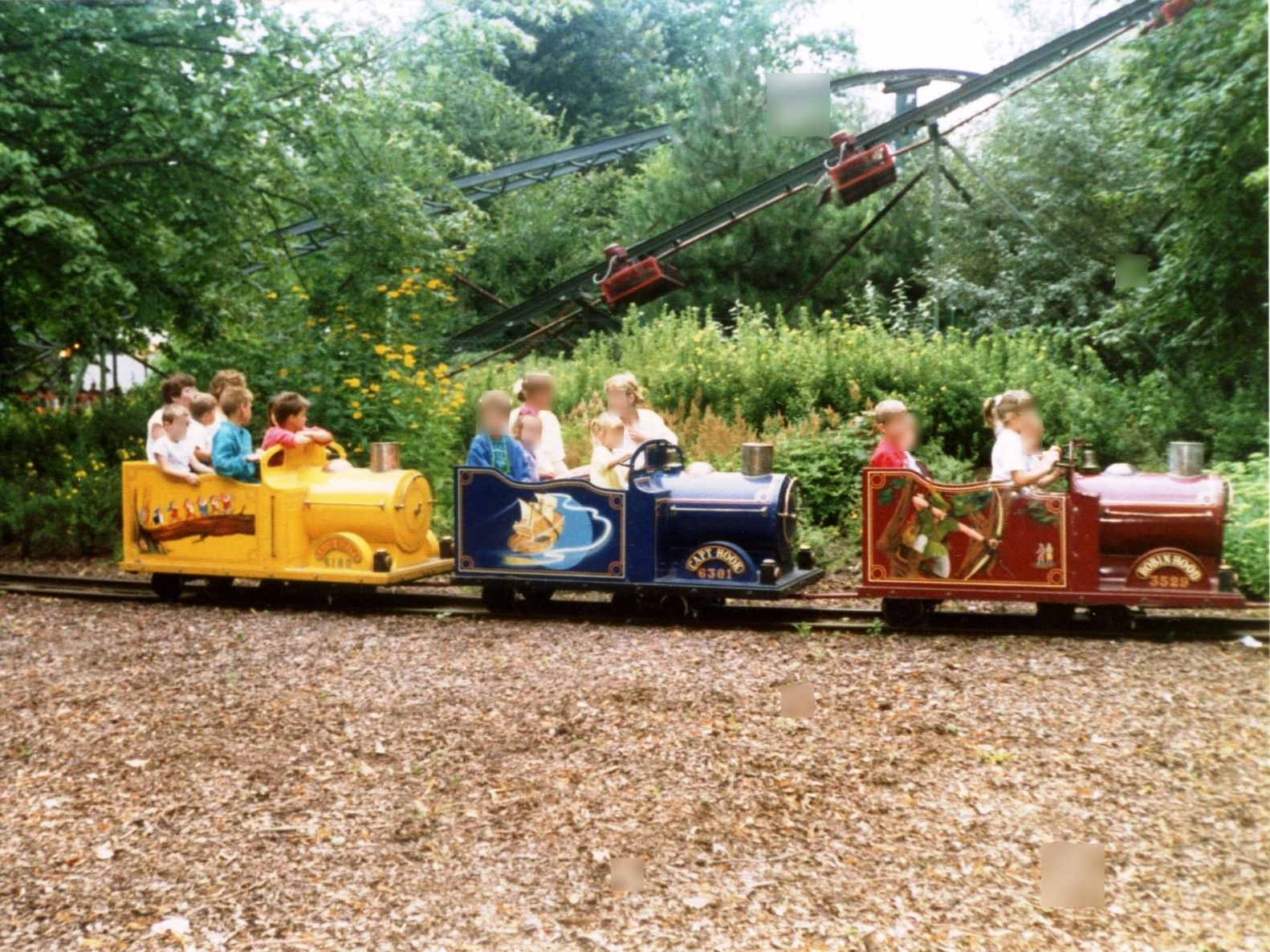
Petit train Peter Pan
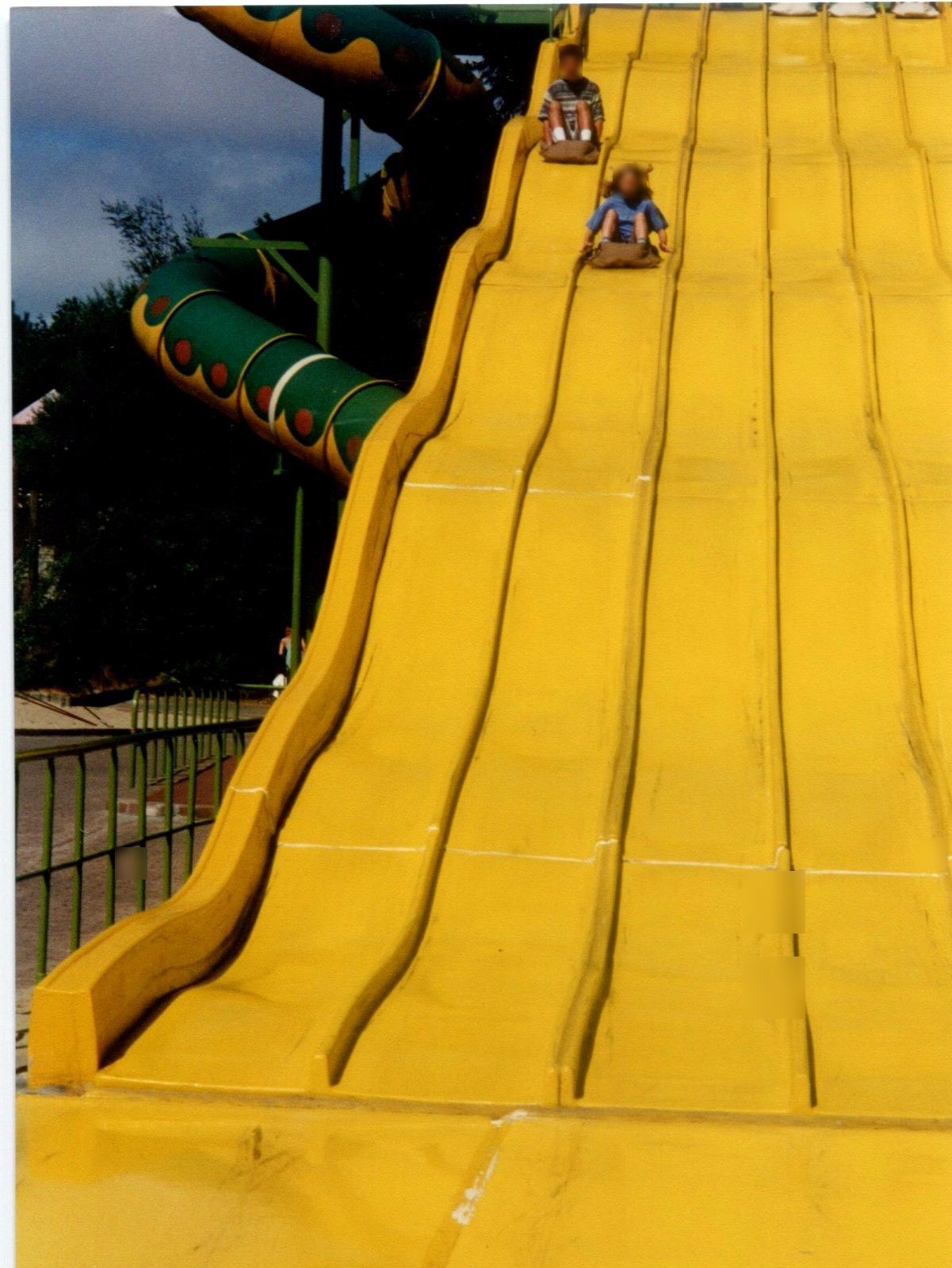
Le toboggan
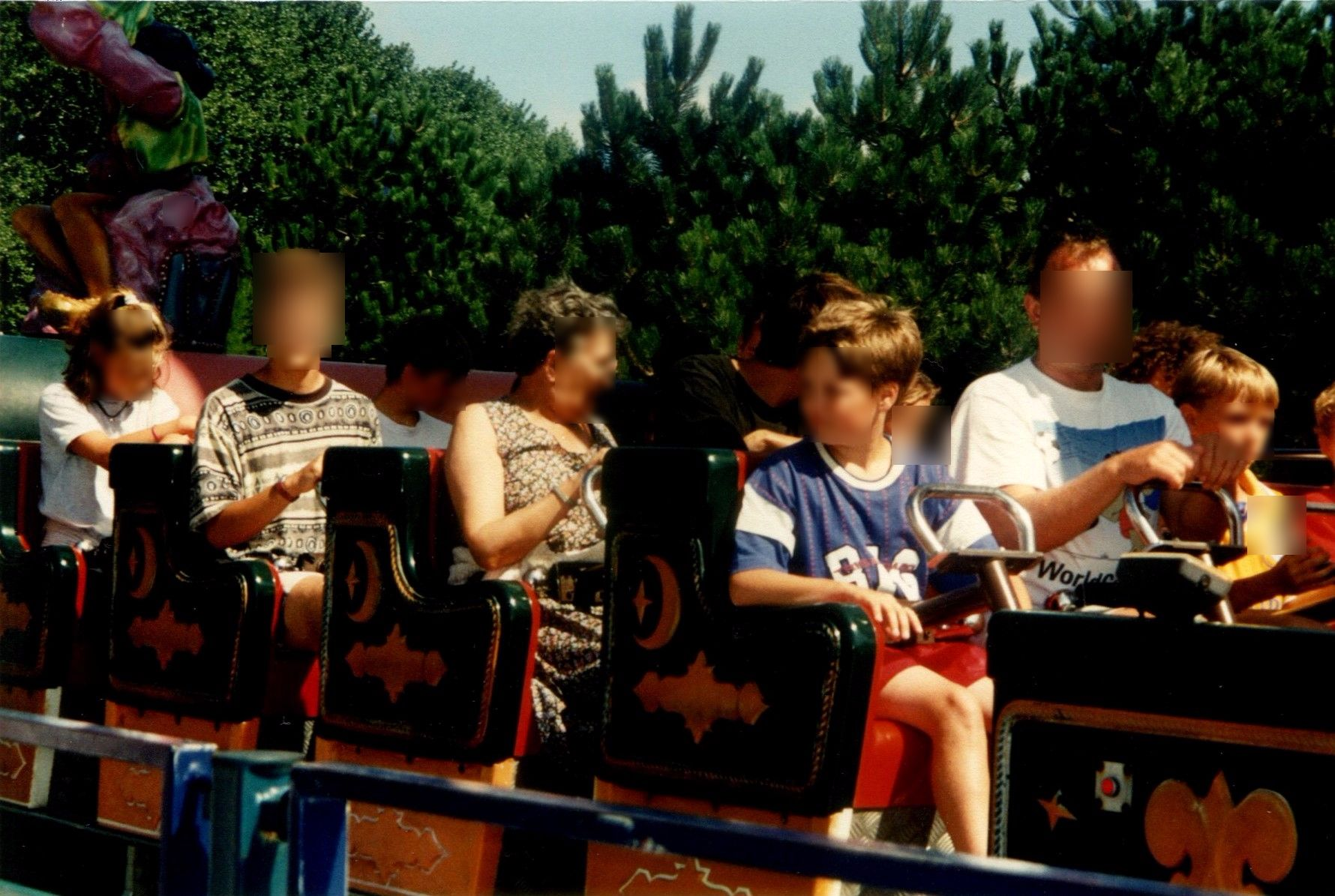
Tapis volant Djinn
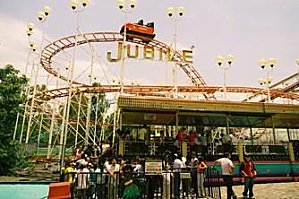
Jubilé
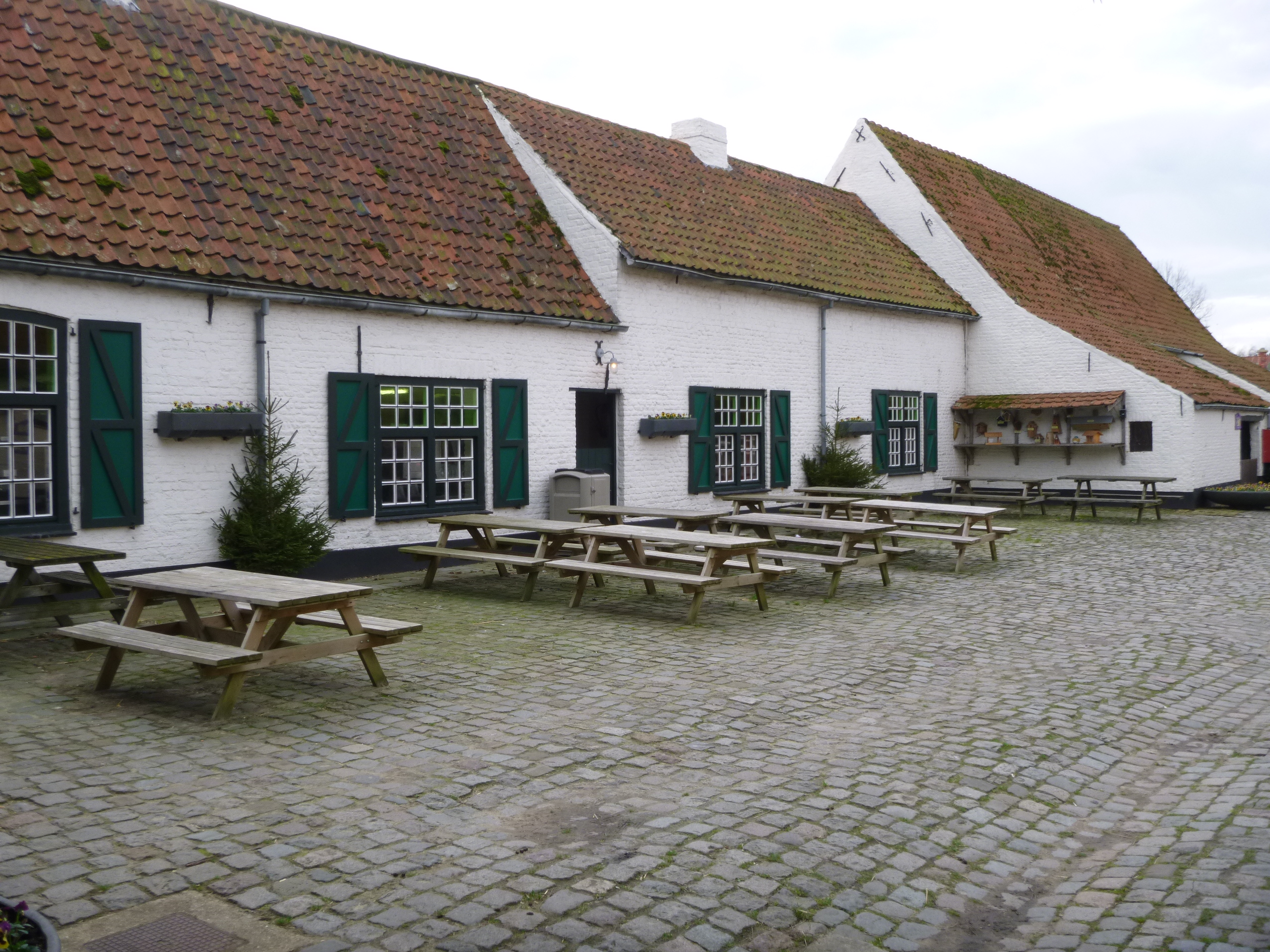
Ferme du XVIe siècle : Palinghof
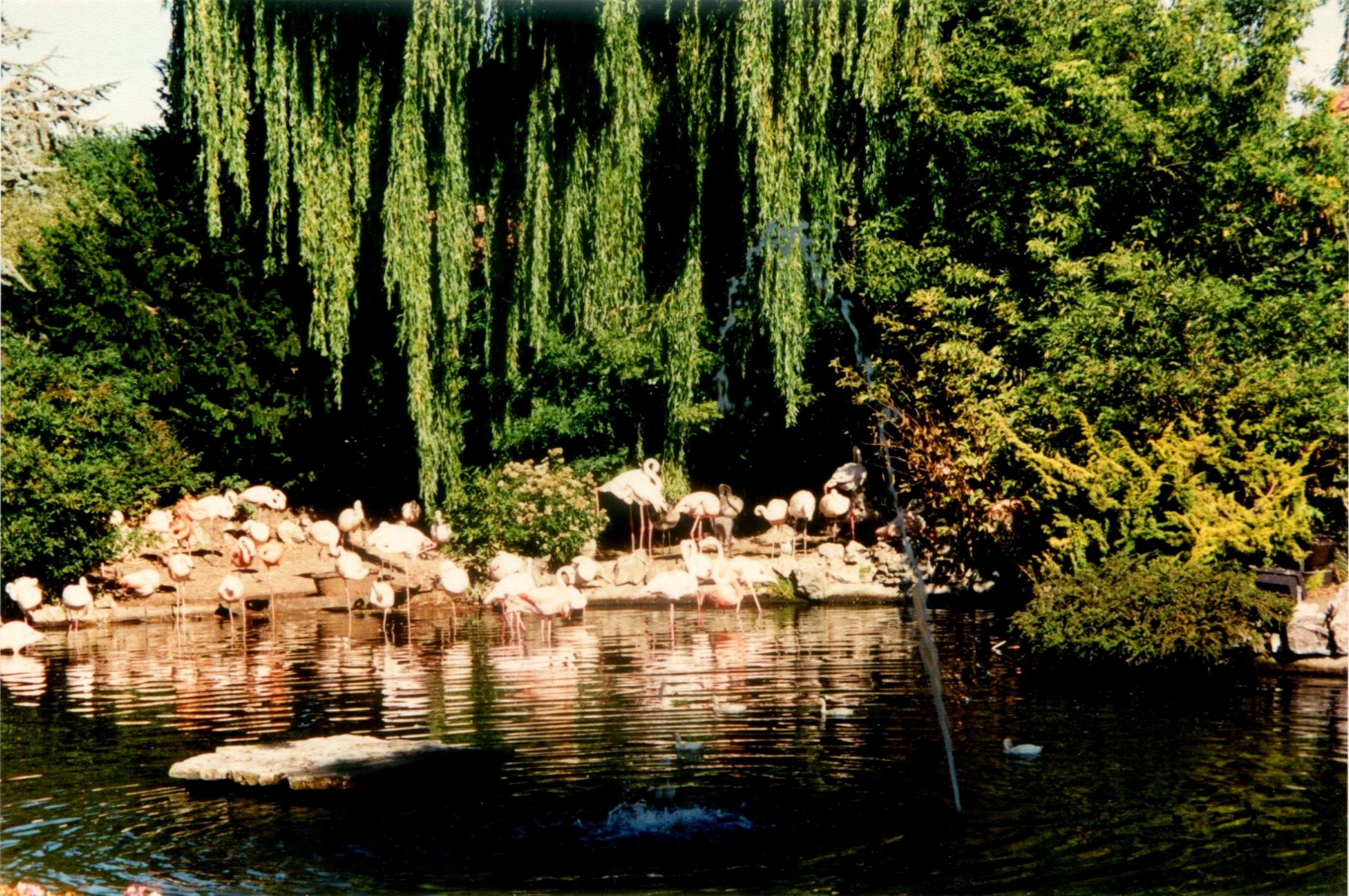
Jardin zoologique
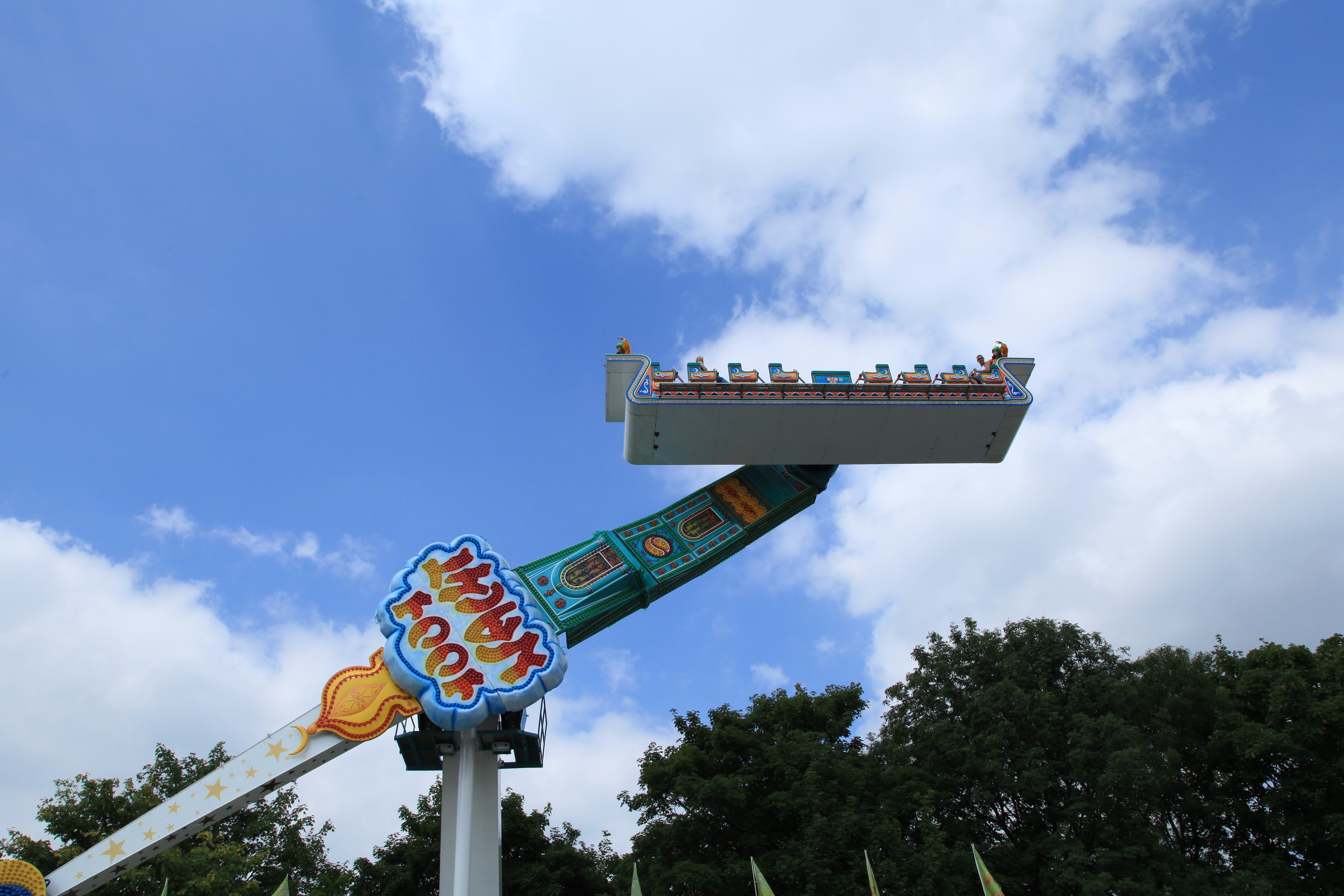
Tapis volant Djinn, modèle 1001 Nacht
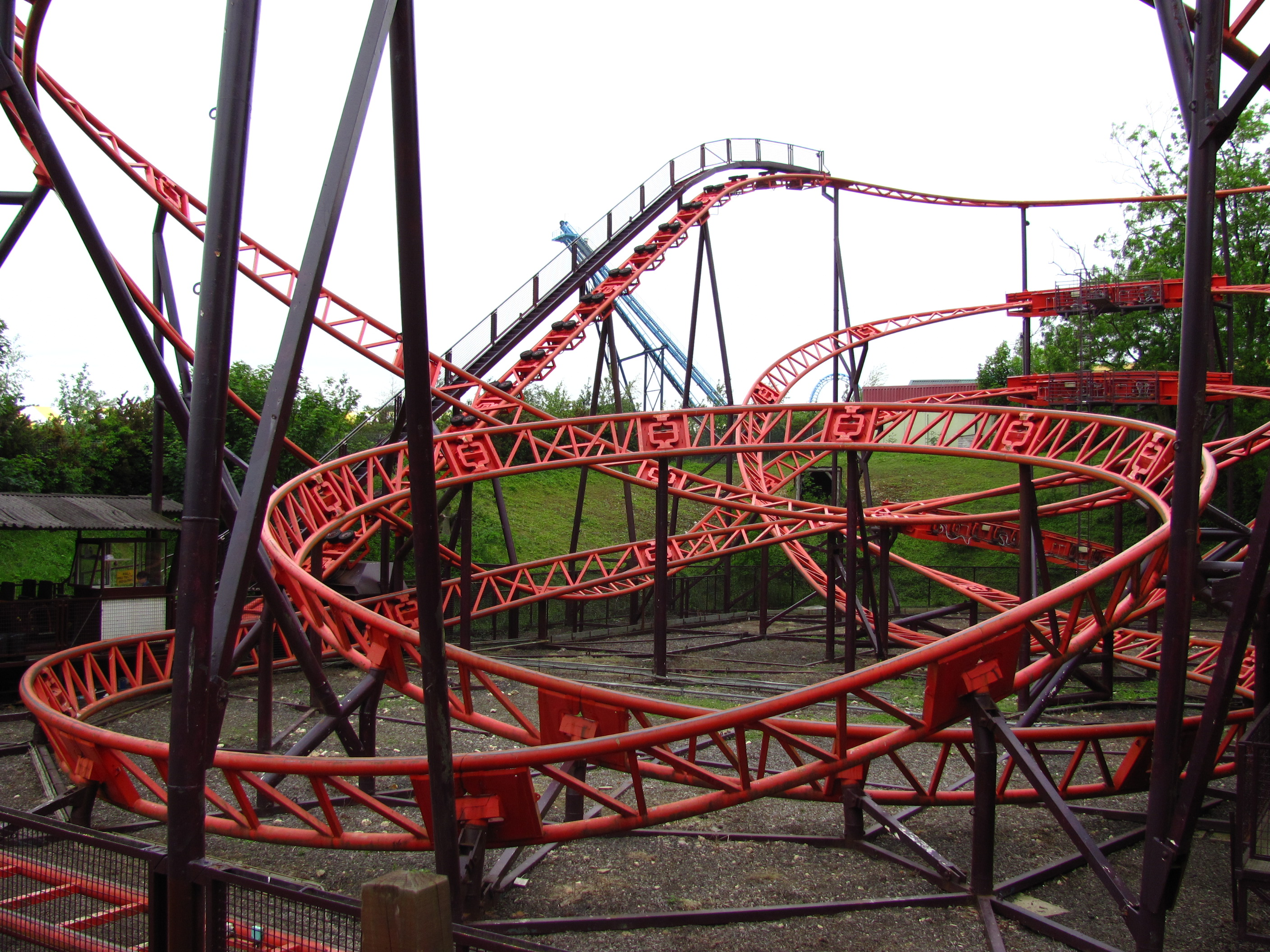
Jumbo 5 à Pleasurewood Hills

## Autres

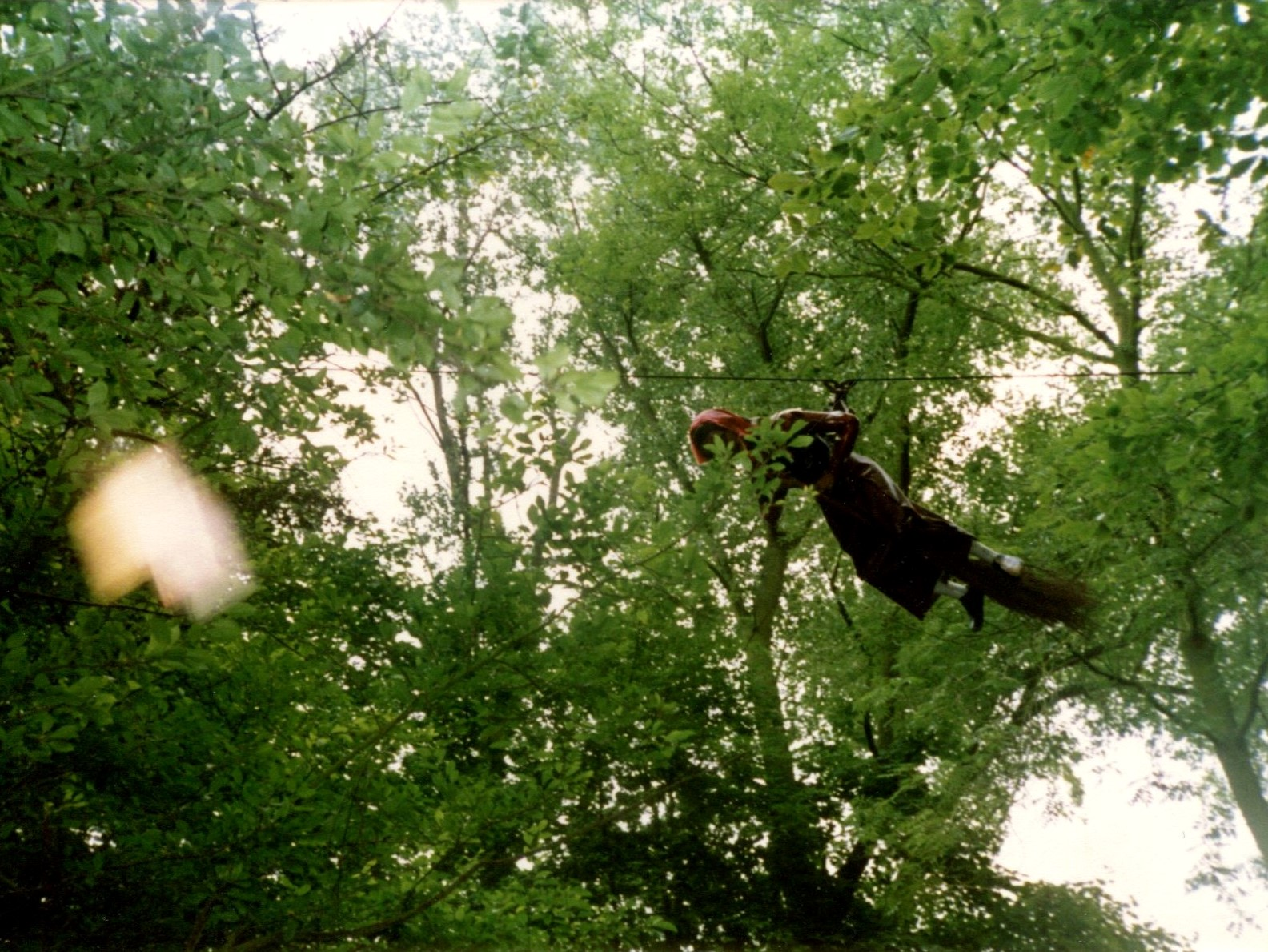
Sorcière suspendue

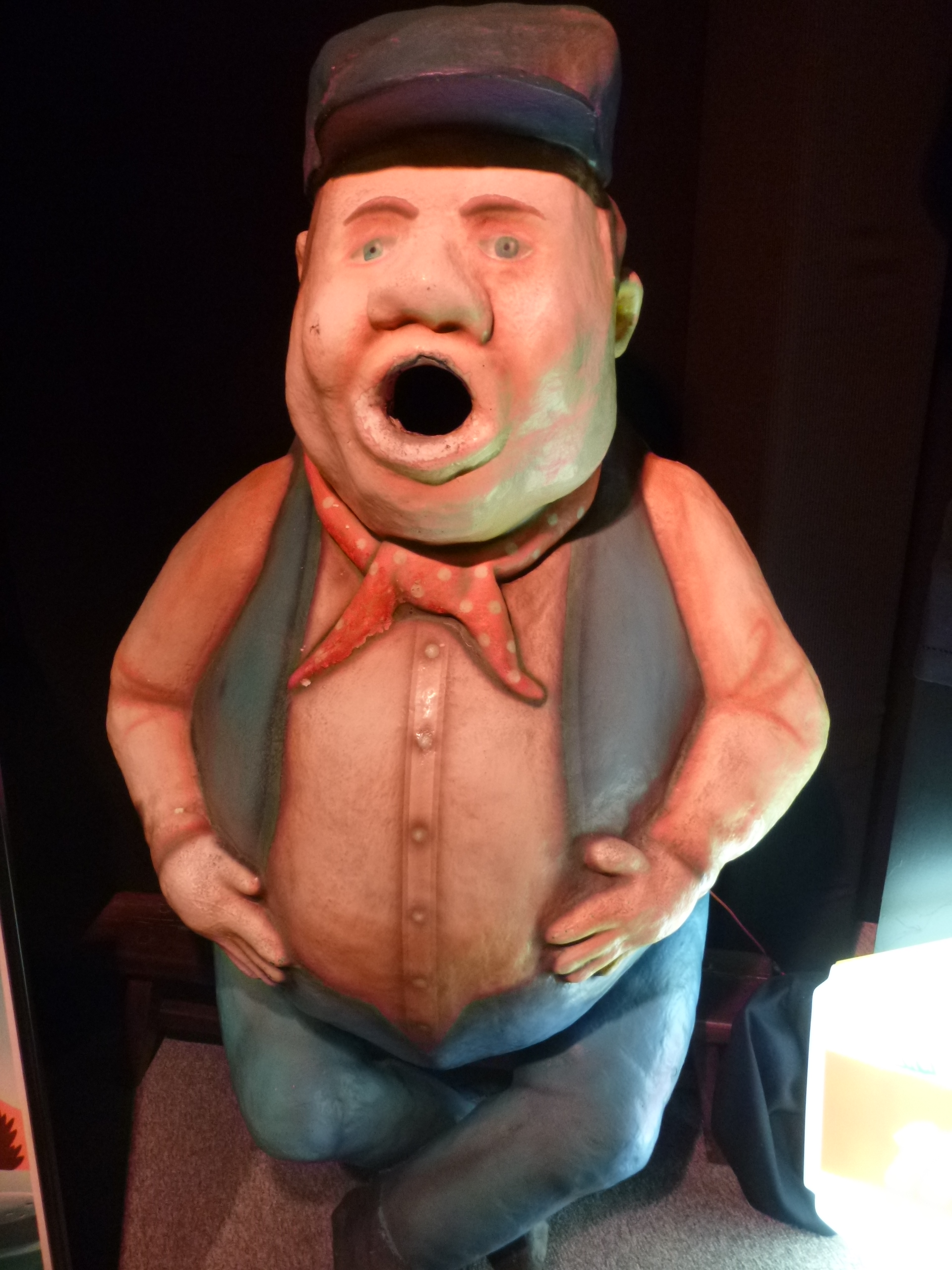
Poubelle mangeur de papiers à l'exposition 2016

- La Sorcière Elfira qui évoluait suspendue à un câble en circuit fermé dans le Pays des Contes de Fées
- Le Manneken-Pis et son célèbre « tuyau d'arrosage »
- Les jeux de balles et de jets d'eau
- L'âne aux pièces en chocolat. Installé avant 1984, il a d'abord été présent à Meli Heysel.
- La lune aux cacahuètes où un automate ayant les traits de Geppetto de Disney jetait les fruits secs.
- La course de chameaux (le Camel Derby)
- Le gibbon qui se baladait attaché à un fil suspendu dans le parc animalier
- L'homme-poubelle qui mangeait les détritus et autres papiers à l'image de Holle Bolle Gijs à Efteling. Présente en 1974, voire avant, cette figure emblématique sera hébergée quelques années par Plopsaland.
- Le puits d'écho dans la grotte menant au Pays des Contes de Fées
- Hall pour vente de produits belges « Paradis des produits régionaux » : Bières (telle la St. Bernardus), genièvres, chocolats (tel Italo Suisse Chocolatier ou Baronie Chocolade), fromages, pâtés, biscuits (tel Jules Destrooper) et les produits Meli.
- Hall pour la rétrospective « 50 ans Meli » en 1985. Celle-ci s'expose plus de cinq ans.
- Jusqu'à neuf restaurants.
- Exposition apicole. Voisine de l'Apirama, elle éduquait les petits visiteurs.

## Spectacles
- Le spectacle de perroquets Jungle Fantasy qui débute en 1976 et ferme en même temps que Meli. Keith Sparks Associates sont responsables d'une partie du décor.
- Aqua-Laser Show, spectacle de fontaines lumineuses datant de 1996 qui est en fait une rénovation du spectacle d'orgues aquatiques datant de 1956 qui provenait de Berlin.
- Fiesta Latina (à partir de 1995, spectacle de nuit se concluant par un feu d'artifice)
- La troupe de l'European Circus (voltige, jongleries, clowns, éléphants…)